# Élections municipales de 2020 dans les Bouches-du-Rhône
Les élections municipales de 2020 dans les Bouches-du-Rhône ont lieu dans les 119 communes du département pour procéder au renouvellement des conseils municipaux et des conseils communautaires des intercommunalités.
Le premier tour a lieu le 15 mars 2020. Le second tour, initialement prévu le 22 mars 2020, est reporté en raison de la pandémie de Covid-19, de même que l'élection des maires et adjoints des communes dont le conseil municipal a été élu au complet dès le premier tour. Le mandat des conseillers municipaux et communautaires actuels est ainsi prorogé jusqu’à l'entrée en fonction des nouvelles équipes.

## Maires sortants et maires élus
Hormis Cabriès, la gauche échoue à reconquérir les villes perdues lors du précédent scrutin à Aubagne, Châteauneuf-les-Martigues, Lambesc, Lançon-Provence, Salon-de-Provence et Simiane-Collongue. Pire, elle essuie de nouvelles défaites à Allauch, Arles, Auriol, Gardanne, Les Pennes-Mirabeau et Peypin, que compensent quelque peu les gains de Sausset-les-Pins et surtout Marseille. Dans la principale ville du département, la gauche l'emporte de justesse - sans parvenir toutefois à regagner la communauté urbaine.
| Commune                   | Population | Maire sortant                 | Parti | Parti | Maire élu                    | Parti | Parti |
| ------------------------- | ---------- | ----------------------------- | ----- | ----- | ---------------------------- | ----- | ----- |
| Aix-en-Provence           | 142 482    | Maryse Joissains-Masini       |       | LR    | Maryse Joissains-Masini      |       | LR    |
| Allauch                   | 21 187     | Roland Povinelli              |       | PS    | Lionel Moisy de Cala         |       | LR    |
| Arles                     | 52 548     | Hervé Schiavetti              |       | PCF   | Patrick de Carolis           |       | DVC   |
| Aubagne                   | 46 209     | Gérard Gazay                  |       | LR    | Gérard Gazay                 |       | LR    |
| Auriol                    | 11 908     | Danièle Garcia                |       | DVG   | Véronique Miquelly           |       | LR    |
| Berre-l'Étang             | 13 472     | Mario Martinet                |       | PS    | Mario Martinet               |       | PS    |
| Bouc-Bel-Air              | 14 654     | Richard Mallié                |       | LR    | Richard Mallié               |       | LR    |
| Cabriès                   | 9 751      | Hervé Fabre Aubrespy          |       | LR    | Amapola Ventron              |       | GÉ    |
| Carnoux-en-Provence       | 6 600      | Jean-Pierre Giorgi            |       | DVD   | Jean-Pierre Giorgi           |       | DVD   |
| Carry-le-Rouet            | 5 823      | Jean Montagnac                |       | LR    | René-Francis Carpentier      |       | LR    |
| Cassis                    | 7 149      | Danielle Milon                |       | LR    | Danielle Milon               |       | LR    |
| Châteauneuf-les-Martigues | 16 850     | Roland Mouren                 |       | LR    | Roland Mouren                |       | LR    |
| Châteaurenard             | 15 814     | Marcel Martel                 |       | LR    | Marcel Martel                |       | LR    |
| Cuges-les-Pins            | 5 080      | Bernard Destrost              |       | LR    | Bernard Destrost             |       | LR    |
| Éguilles                  | 7 856      | Robert Dagorne                |       | UDI   | Robert Dagorne               |       | UDI   |
| Ensuès-la-Redonne         | 5 484      | Michel Illac                  |       | DVG   | Michel Illac                 |       | DVG   |
| Eyguières                 | 7 008      | Henri Pons                    |       | UDI   | Henri Pons                   |       | UDI   |
| Fos-sur-Mer               | 15 494     | Jean Hetsch                   |       | PS    | Jean Hetsch                  |       | PS    |
| Fuveau                    | 10 157     | Hélène Lhen                   |       | DVD   | Béatrice Bonfillon Chiavassa |       | DVC   |
| Gardanne                  | 20 794     | Roger Meï                     |       | PCF   | Hervé Granier                |       | LR    |
| Gémenos                   | 6 502      | Roland Giberti                |       | LC    | Roland Giberti               |       | LC    |
| Gignac-la-Nerthe          | 9 326      | Christian Amiraty             |       | DVG   | Christian Amiraty            |       | DVG   |
| Grans                     | 5 118      | Yves Vidal                    |       | PRG   | Yves Vidal                   |       | PRG   |
| Istres                    | 43 133     | François Bernardini           |       | DVG   | François Bernardini          |       | DVG   |
| La Bouilladisse           | 6 194      | André Jullien                 |       | PCF   | José Morales                 |       | PCF   |
| La Ciotat                 | 35 174     | Patrick Boré                  |       | LR    | Patrick Boré                 |       | LR    |
| La Fare-les-Oliviers      | 8 476      | Olivier Guirou                |       | PS    | Olivier Guirou               |       | PS    |
| La Penne-sur-Huveaune     | 6 436      | Christine Capdeville          |       | PCF   | Christine Capdeville         |       | PCF   |
| La Roque-d'Anthéron       | 5 455      | Jean-Pierre Serrus            |       | LREM  | Jean-Pierre Serrus           |       | LREM  |
| Lambesc                   | 9 672      | Bernard Ramond                |       | LR    | Bernard Ramond               |       | LR    |
| Lançon-Provence           | 8 959      | Michel Mille                  |       | LR    | Michel Mille                 |       | LR    |
| Le Puy-Sainte-Réparade    | 5 719      | Jean-David Ciot               |       | PS    | Jean-David Ciot              |       | PS    |
| Le Rove                   | 5 128      | Georges Rosso                 |       | PCF   | Georges Rosso                |       | PCF   |
| Les Pennes-Mirabeau       | 21 046     | Monique Slissa                |       | DVG   | Michel Amiel                 |       | DVG   |
| Mallemort                 | 6 019      | Hélène Gente-Ceaglio          |       | DVG   | Hélène Gente-Ceaglio         |       | DVG   |
| Marignane                 | 32 920     | Éric Le Dissès                |       | LR    | Éric Le Dissès               |       | LR    |
| Marseille                 | 850 726    | Jean-Claude Gaudin            |       | LR    | Michèle Rubirola             |       | DVG   |
| Martigues                 | 48 188     | Gaby Charroux                 |       | PCF   | Gaby Charroux                |       | PCF   |
| Meyreuil                  | 5 669      | Jean-Pascal Gournes           |       | DVD   | Jean-Pascal Gournes          |       | DVD   |
| Miramas                   | 26 470     | Frédéric Vigouroux            |       | PS    | Frédéric Vigouroux           |       | PS    |
| Noves                     | 5 891      | Georges Jullien               |       | PCF   | Georges Jullien              |       | PCF   |
| Pélissanne                | 10 344     | Pascal Montécot               |       | LR    | Pascal Montécot              |       | LR    |
| Peypin                    | 5 495      | Jean-Marie Leonardis          |       | LR    | Jean-Marie Leonardis         |       | LR    |
| Peyrolles-en-Provence     | 5 105      | Olivier Frégeac               |       | LR    | Olivier Frégeac              |       | LR    |
| Plan-de-Cuques            | 10 934     | Jean-Pierre Bertrand          |       | DVD   | Laurent Simon                |       | LR    |
| Port-de-Bouc              | 16 516     | Patricia Fernandez-Pédinielli |       | PCF   | Laurent Belsola              |       | PCF   |
| Port-Saint-Louis-du-Rhône | 8 449      | Martial Alvarez               |       | DVG   | Martial Alvarez              |       | DVG   |
| Rognac                    | 12 223     | Stéphane Le Rudulier          |       | LR    | Stéphane Le Rudulier         |       | LR    |
| Roquefort-la-Bédoule      | 5 688      | Jérôme Orgeas                 |       | LR    | Marc del Grazia              |       | DVC   |
| Roquevaire                | 9 003      | Yves Mesnard                  |       | PCF   | Yves Mesnard                 |       | PCF   |
| Saint-Cannat              | 5 634      | Jacky Gérard                  |       | PS    | Jacky Gérard                 |       | PS    |
| Saint-Chamas              | 8 574      | Didier Khelfa                 |       | LR    | Didier Khelfa                |       | LR    |
| Saint-Martin-de-Crau      | 13 389     | Dominique Teixier             |       | DVG   | Dominique Teixier            |       | DVG   |
| Saint-Mitre-les-Remparts  | 5 837      | Béatrice Aliphat              |       | DVD   | Vincent Goyet                |       | DVD   |
| Saint-Rémy-de-Provence    | 9 893      | Hervé Chérubini               |       | PS    | Hervé Chérubini              |       | PS    |
| Saint-Victoret            | 6 625      | Claude Piccirillo             |       | LR    | Claude Piccirillo            |       | LR    |
| Salon-de-Provence         | 45 528     | Nicolas Isnard                |       | LR    | Nicolas Isnard               |       | LR    |
| Sausset-les-Pins          | 7 568      | Bruno Chaix                   |       | DVD   | Maxime Marchand              |       | ÉCO   |
| Sénas                     | 6 965      | Philippe Ginoux               |       | LR    | Philippe Ginoux              |       | LR    |
| Septèmes-les-Vallons      | 11 019     | André Molino                  |       | PCF   | André Molino                 |       | PCF   |
| Simiane-Collongue         | 5 596      | Philippe Ardhuin              |       | LR    | Philippe Ardhuin             |       | LR    |
| Tarascon                  | 14 813     | Lucien Limousin               |       | LR    | Lucien Limousin              |       | LR    |
| Trets                     | 10 613     | Jean-Claude Feraud            |       | LR    | Pascal Chauvin               |       | DVD   |
| Velaux                    | 8 689      | Jean-Pierre Maggi             |       | PRG   | Yannick Guérin               |       | DVG   |
| Venelles                  | 8 383      | Arnaud Mercier                |       | LR    | Arnaud Mercier               |       | LR    |
| Ventabren                 | 5 459      | Claude Filippi                |       | LR    | Claude Filippi               |       | LR    |
| Vitrolles                 | 33 310     | Loïc Gachon                   |       | PS    | Loïc Gachon                  |       | PS    |

### Résultats en nombre de maires
| Partis       | Partis                               | Maires sortants | Maires élus | Évolution |
| ------------ | ------------------------------------ | --------------- | ----------- | --------- |
|              | Divers droite                        | 9               | 18          | 9         |
|              | Les Républicains                     | 24              | 16          | 8         |
|              | Union des démocrates et indépendants | 2               | 0           | 2         |
|              | Les Centristes                       | 1               | 0           | 1         |
| Total droite | Total droite                         | 36              | 34          | 2         |
|              | Divers gauche                        | 9               | 11          | 2         |
|              | Parti communiste français            | 10              | 8           | 2         |
|              | Parti socialiste                     | 9               | 5           | 4         |
|              | Parti radical de gauche              | 2               | 0           | 2         |
| Total gauche | Total gauche                         | 30              | 24          | 6         |
|              | Divers centre                        | 0               | 7           | 7         |
|              | La République en marche              | 1               | 0           | 1         |
| Total centre | Total centre                         | 1               | 7           | 6         |
|              | Écologie politique                   | 0               | 2           | 2         |
| Total        | Total                                | 67              | 67          | -         |

## Résultats dans les communes de plus de5 000 habitants

### Aix-en-Provence
- Maire sortant : Maryse Joissains-Masini (LR)
- 55 sièges à pourvoir au conseil municipal (population légale 2017: 142 482 habitants)
- 17 sièges à pourvoir au conseil communautaire (Métropole d'Aix-Marseille-Provence)

|                                             |                          |                               |              |              |             |             |        |        |  |
| Tête de liste                               | Tête de liste            | Liste                         | Premier tour | Premier tour | Second tour | Second tour | Sièges | Sièges |  |
| Tête de liste                               | Tête de liste            | Liste                         | Voix         | %            | Voix        | %           | CM     | CC     |  |
|                                             | Maryse Joissains-Masini  | LR-UDI                        | 9 507        | 30,28        | 12 963      | 43,53       | 40     | 13     |  |
| La passion d'Aix                            |                          |                               | 9 507        | 30,28        | 12 963      | 43,53       | 40     | 13     |  |
|                                             | Anne-Laurence Petel      | LREM                          | 6 422        | 20,45        | 9 565       | 32,12       | 9      | 3      |  |
| Aix au cœur                                 |                          |                               | 6 422        | 20,45        | 9 565       | 32,12       | 9      | 3      |  |
|                                             | Marc Pena                | PS-LFI-PCF-G·s-GRS-ND MNLE-E! | 4 986        | 15,88        | 7 250       | 24,34       | 6      | 2      |  |
| Aix en partage                              |                          |                               | 4 986        | 15,88        | 7 250       | 24,34       | 6      | 2      |  |
|                                             | Dominique Sassoon        | EELV-MEI-Cap21                | 2 912        | 9,27         |             |             |        |        |  |
| Mieux Vivre Aix / Europe Écologie Les Verts |                          |                               | 2 912        | 9,27         |             |             |        |        |  |
|                                             | Jean-Marc Perrin         | LR diss.                      | 2 853        | 9,08         |             |             |        |        |  |
| Répondre aux aixois                         |                          |                               | 2 853        | 9,08         |             |             |        |        |  |
|                                             | Nathalie Chevillard      | RN                            | 1 741        | 5,54         |             |             |        |        |  |
| Bien vivre à Aix !                          |                          |                               | 1 741        | 5,54         |             |             |        |        |  |
|                                             | Stéphane Salord          | GÉ                            | 1 474        | 4,69         |             |             |        |        |  |
| Vert Aix                                    |                          |                               | 1 474        | 4,69         |             |             |        |        |  |
|                                             | Valérie Michon           | PA                            | 592          | 1,88         |             |             |        |        |  |
| Aix animaliste                              |                          |                               | 592          | 1,88         |             |             |        |        |  |
|                                             | Mohamed Laqhila          | MoDem-MR                      | 553          | 1,76         |             |             |        |        |  |
| Imagine Aix                                 |                          |                               | 553          | 1,76         |             |             |        |        |  |
|                                             | Jean Batista             | DVG                           | 354          | 1,12         |             |             |        |        |  |
| Pour Aix                                    |                          |                               | 354          | 1,12         |             |             |        |        |  |
|                                             |                          |                               |              |              |             |             |        |        |  |
| Votes exprimés                              | Votes exprimés           | Votes exprimés                | 31 394       | 98,06        | 29 778      | 97,73       |        |        |  |
| Votes blancs                                | Votes blancs             | Votes blancs                  | 246          | 0,77         | 415         | 1,36        |        |        |  |
| Votes nuls                                  | Votes nuls               | Votes nuls                    | 374          | 1,17         | 276         | 0,91        |        |        |  |
| Total                                       | Total                    | Total                         | 32 014       | 100          | 30 469      | 100         | 55     | 17     |  |
| Abstention                                  | Abstention               | Abstention                    | 57 910       | 64,40        | 59 544      | 66,15       |        |        |  |
| Inscrits / participation                    | Inscrits / participation | Inscrits / participation      | 89 924       | 35,60        | 90 013      | 33,85       |        |        |  |

### Allauch
- Maire sortant : Roland Povinelli[2] (PS)
- 35 sièges à pourvoir au conseil municipal (population légale 2017 : 21 187 habitants)
- 2 sièges à pourvoir au conseil communautaire (Métropole d'Aix-Marseille-Provence)

| Tête de liste                              | Tête de liste            | Liste                    | Premier tour | Premier tour | Second tour | Second tour | Sièges  | Sièges  |
| Tête de liste                              | Tête de liste            | Liste                    | Voix         | %            | Voix        | %           | CM      | CC      |
| ------------------------------------------ | ------------------------ | ------------------------ | ------------ | ------------ | ----------- | ----------- | ------- | ------- |
|                                            | Lionel Moisy de Cala     | DVD-LC                   | 2 498        | 31,87        | 5 128       | 59,66       | 29      | 2       |
| Générations Allauch                        |                          |                          | 2 498        | 31,87        | 5 128       | 59,66       | 29      | 2       |
|                                            | Monique Robineau-Chailan | DVD                      | 885          | 11,29        | 2 098       | 24,41       | 4       | 0       |
| Ensemble pour Allauch                      |                          |                          | 885          | 11,29        | 2 098       | 24,41       | 4       | 0       |
|                                            | Laurent Jacobelli        | RN                       | 1 270        | 16,20        | 1 368       | 15,91       | 2       | 0       |
| Sécurité, proximité, identité pour Allauch |                          |                          | 1 270        | 16,20        | 1 368       | 15,91       | 2       | 0       |
|                                            | Roland Povinelli         | DVG                      | 1 902        | 24,27        | Retrait     | Retrait     | Retrait | Retrait |
| Allauch d'abord                            |                          |                          | 1 902        | 24,27        | Retrait     | Retrait     | Retrait | Retrait |
|                                            | Lucie Desblancs          | EÉLV                     | 768          | 9,80         |             |             |         |         |
| Allauch le renouveau                       |                          |                          | 768          | 9,80         |             |             |         |         |
|                                            | Gérard Cazorla           | DVG                      | 513          | 6,54         |             |             |         |         |
| Allauch solidaire, écologique, citoyenne   |                          |                          | 513          | 6,54         |             |             |         |         |
|                                            |                          |                          |              |              |             |             |         |         |
| Votes valides                              | Votes valides            | Votes valides            | 7 836        | 97,71        | 8 594       | 96,19       |         |         |
| Votes blancs                               | Votes blancs             | Votes blancs             | 82           | 1,02         | 178         | 1,99        |         |         |
| Votes nuls                                 | Votes nuls               | Votes nuls               | 102          | 1,27         | 162         | 1,81        |         |         |
| Total                                      | Total                    | Total                    | 8 020        | 100          | 8 934       | 100         | 35      | 2       |
| Abstention                                 | Abstention               | Abstention               | 9 752        | 54,87        | 8 860       | 49,79       |         |         |
| Inscrits / participation                   | Inscrits / participation | Inscrits / participation | 17 772       | 45,13        | 17 794      | 50,21       |         |         |

### Arles
- Maire sortant : Hervé Schiavetti (PCF)
- 45 sièges à pourvoir au conseil municipal (population légale 2017 : 52 548 habitants)
- 22 sièges à pourvoir au conseil communautaire (CA Arles-Crau-Camargue-Montagnette)

| Tête de liste                                            | Tête de liste            | Liste                    | Premier tour | Premier tour | Second tour | Second tour | Sièges  | Sièges  |
| Tête de liste                                            | Tête de liste            | Liste                    | Voix         | %            | Voix        | %           | CM      | CC      |
| -------------------------------------------------------- | ------------------------ | ------------------------ | ------------ | ------------ | ----------- | ----------- | ------- | ------- |
|                                                          | Patrick de Carolis       | DVC                      | 4 479        | 26,41        | 9 949       | 57,22       | 36      | 17      |
| Pour le grand Arles                                      |                          |                          | 4 479        | 26,41        | 9 949       | 57,22       | 36      | 17      |
|                                                          | Nicolas Koukas           | PCF-PS                   | 3 589        | 21,16        | 7 437       | 42,77       | 9       | 5       |
| Le parti des Arlésiens                                   |                          |                          | 3 589        | 21,16        | 7 437       | 42,77       | 9       | 5       |
|                                                          | Cyril Juglaret           | LR-UDI-LC                | 2 598        | 15,32        | Retrait     | Retrait     | Retrait | Retrait |
| Arles Ensemble                                           |                          |                          | 2 598        | 15,32        | Retrait     | Retrait     | Retrait | Retrait |
|                                                          | David Grzyb              | DVG                      | 1 747        | 10,30        | Retrait     | Retrait     | Retrait | Retrait |
| Des avenirs à partager                                   |                          |                          | 1 747        | 10,30        | Retrait     | Retrait     | Retrait | Retrait |
|                                                          | Jean-Louis Limonta       | RN                       | 1 442        | 8,50         |             |             |         |         |
| Rassemblement arlésien                                   |                          |                          | 1 442        | 8,50         |             |             |         |         |
|                                                          | Cyril Girard             | EÉLV                     | 1 410        | 8,31         |             |             |         |         |
| Changeons d'avenir                                       |                          |                          | 1 410        | 8,31         |             |             |         |         |
|                                                          | Monica Michel            | LREM                     | 836          | 4,92         |             |             |         |         |
| Aimer Arles                                              |                          |                          | 836          | 4,92         |             |             |         |         |
|                                                          | Christophe Chaine        | DVG-LFI-NPA              | 549          | 3,23         |             |             |         |         |
| Arles en commun                                          |                          |                          | 549          | 3,23         |             |             |         |         |
|                                                          | Stéphane Hedouin         | DVC                      | 219          | 1,29         |             |             |         |         |
| Arles citoyenne                                          |                          |                          | 219          | 1,29         |             |             |         |         |
|                                                          | Guy Dubost               | LO                       | 89           | 0,52         |             |             |         |         |
| Lutte ouvrière - Faire entendre le camp des travailleurs |                          |                          | 89           | 0,52         |             |             |         |         |
|                                                          |                          |                          |              |              |             |             |         |         |
| Votes valides                                            | Votes valides            | Votes valides            | 16 985       | 97,36        | 17 386      | 96,21       |         |         |
| Votes blancs                                             | Votes blancs             | Votes blancs             | 127          | 0,73         | 390         | 2,16        |         |         |
| Votes nuls                                               | Votes nuls               | Votes nuls               | 333          | 1,91         | 295         | 1,63        |         |         |
| Total                                                    | Total                    | Total                    | 17 418       | 100          | 18 071      | 100         | 45      | 22      |
| Abstention                                               | Abstention               | Abstention               | 19 977       | 53,42        | 19 357      | 51,72       |         |         |
| Inscrits / participation                                 | Inscrits / participation | Inscrits / participation | 37 395       | 46,58        | 37 428      | 48,28       |         |         |

### Aubagne
- Maire sortant : Gérard Gazay (LR)
- 43 sièges à pourvoir au conseil municipal (population légale 2017 : 46 209 habitants)
- 5 sièges à pourvoir au conseil communautaire (Métropole d'Aix-Marseille-Provence)

| Tête de liste               | Tête de liste            | Liste                    | Premier tour | Premier tour | Second tour | Second tour | Sièges  | Sièges  |
| Tête de liste               | Tête de liste            | Liste                    | Voix         | %            | Voix        | %           | CM      | CC      |
| --------------------------- | ------------------------ | ------------------------ | ------------ | ------------ | ----------- | ----------- | ------- | ------- |
|                             | Gérard Gazay             | LR-LC                    | 4 370        | 35,25        | 6 270       | 48,03       | 32      | 4       |
| Aubagne Ensemble            |                          |                          | 4 370        | 35,25        | 6 270       | 48,03       | 32      | 4       |
|                             | Magali Giovannangeli     | DVG-PCF-LFI              | 2 989        | 24,11        | 5 641       | 43,21       | 9       | 1       |
| Rassemblé.e.s pour Aubagne  |                          |                          | 2 989        | 24,11        | 5 641       | 43,21       | 9       | 1       |
|                             | Denis Grandjean          | EÉLV                     | 1 084        | 8,74         | 5 641       | 43,21       | 9       | 1       |
| Aubagne Toujours            |                          |                          | 1 084        | 8,74         | 5 641       | 43,21       | 9       | 1       |
|                             | Sylvia Barthélémy        | DVC                      | 1 458        | 11,76        | Retrait     | Retrait     | Retrait | Retrait |
| Pour Aubagne                |                          |                          | 1 458        | 11,76        | Retrait     | Retrait     | Retrait | Retrait |
|                             | Joëlle Mélin             | RN                       | 1 296        | 10,45        | 1 142       | 8,74        | 2       | 0       |
| Pour faire renaître Aubagne |                          |                          | 1 296        | 10,45        | 1 142       | 8,74        | 2       | 0       |
|                             | Raymond Lloret           | DVG-G.s                  | 994          | 8,01         |             |             |         |         |
| Pour l'avenir d'Aubagne     |                          |                          | 994          | 8,01         |             |             |         |         |
|                             | Jean-Marie Orihuel       | DVC                      | 205          | 1,65         |             |             |         |         |
| Agir pour Aubagne           |                          |                          | 205          | 1,65         |             |             |         |         |
|                             |                          |                          |              |              |             |             |         |         |
| Votes valides               | Votes valides            | Votes valides            | 12 396       | 97,70        | 13 053      | 97,71       |         |         |
| Votes blancs                | Votes blancs             | Votes blancs             | 104          | 0,82         | 180         | 1,35        |         |         |
| Votes nuls                  | Votes nuls               | Votes nuls               | 188          | 1,48         | 126         | 0,94        |         |         |
| Total                       | Total                    | Total                    | 12 688       | 100          | 13 359      | 100         | 43      | 5       |
| Abstention                  | Abstention               | Abstention               | 20 467       | 61,73        | 19 871      | 59,80       |         |         |
| Inscrits / participation    | Inscrits / participation | Inscrits / participation | 33 155       | 38,27        | 33 230      | 40,20       |         |         |

### Auriol
- Maire sortant : Danièle Garcia (PS)
- 33 sièges à pourvoir au conseil municipal (population légale 2017 : 11 908 habitants)
- 1 siège à pourvoir au conseil communautaire (Métropole d'Aix-Marseille-Provence)

|                          |                          |                          |              |              |        |        |  |  |  |
| Tête de liste            | Tête de liste            | Liste                    | Premier tour | Premier tour | Sièges | Sièges |  |  |  |
| Tête de liste            | Tête de liste            | Liste                    | Voix         | %            | CM     | CC     |  |  |  |
|                          | Véronique Miquelly       | DVD                      | 2 474        | 63,19        | 27     | 1      |  |  |  |
| Auriol Ensemble          |                          |                          | 2 474        | 63,19        | 27     | 1      |  |  |  |
|                          | Daniel Rey               | DVC                      | 1 441        | 36,80        | 6      | 0      |  |  |  |
| Agir pour Auriol         |                          |                          | 1 441        | 36,80        | 6      | 0      |  |  |  |
|                          |                          |                          |              |              |        |        |  |  |  |
| Votes valides            | Votes valides            | Votes valides            | 3 915        | 96,03        |        |        |  |  |  |
| Votes blancs             | Votes blancs             | Votes blancs             | 105          | 2,58         |        |        |  |  |  |
| Votes nuls               | Votes nuls               | Votes nuls               | 57           | 1,40         |        |        |  |  |  |
| Total                    | Total                    | Total                    | 4 077        | 100          | 33     | 1      |  |  |  |
| Abstention               | Abstention               | Abstention               | 5 427        | 57,10        |        |        |  |  |  |
| Inscrits / participation | Inscrits / participation | Inscrits / participation | 9 504        | 42,90        |        |        |  |  |  |

### Berre-l'Étang
- Maire sortant : Mario Martinet (PS)
- 33 sièges à pourvoir au conseil municipal (population légale 2017 : 13 472 habitants)
- 1 siège à pourvoir au conseil communautaire (Métropole d'Aix-Marseille-Provence)

|                                         |                          |                          |              |              |        |        |  |  |  |
| Tête de liste                           | Tête de liste            | Liste                    | Premier tour | Premier tour | Sièges | Sièges |  |  |  |
| Tête de liste                           | Tête de liste            | Liste                    | Voix         | %            | CM     | CC     |  |  |  |
|                                         | Mario Martinet           | PS                       | 2 743        | 50,04        | 25     | 1      |  |  |  |
| Berre Avenir                            |                          |                          | 2 743        | 50,04        | 25     | 1      |  |  |  |
|                                         | Serge Andréoni           | DVG                      | 2 262        | 41,26        | 7      | 0      |  |  |  |
| Berre notre passion                     |                          |                          | 2 262        | 41,26        | 7      | 0      |  |  |  |
|                                         | Antoine Baudino          | RN                       | 476          | 8,68         | 1      | 0      |  |  |  |
| Berre, ville française sûre et prospère |                          |                          | 476          | 8,68         | 1      | 0      |  |  |  |
|                                         |                          |                          |              |              |        |        |  |  |  |
| Votes valides                           | Votes valides            | Votes valides            | 5 481        | 96,97        |        |        |  |  |  |
| Votes blancs                            | Votes blancs             | Votes blancs             | 47           | 0,83         |        |        |  |  |  |
| Votes nuls                              | Votes nuls               | Votes nuls               | 124          | 2,19         |        |        |  |  |  |
| Total                                   | Total                    | Total                    | 5 652        | 100          | 33     | 1      |  |  |  |
| Abstention                              | Abstention               | Abstention               | 4 115        | 42,13        |        |        |  |  |  |
| Inscrits / participation                | Inscrits / participation | Inscrits / participation | 9 767        | 57,87        |        |        |  |  |  |

### Bouc-Bel-Air
- Maire sortant : Richard Mallié (LR)
- 33 sièges à pourvoir au conseil municipal (population légale 2017 : 14 654 habitants)
- 1 siège à pourvoir au conseil communautaire (Métropole d'Aix-Marseille-Provence)

|                            |                          |                          |              |              |        |        |  |  |  |
| Tête de liste              | Tête de liste            | Liste                    | Premier tour | Premier tour | Sièges | Sièges |  |  |  |
| Tête de liste              | Tête de liste            | Liste                    | Voix         | %            | CM     | CC     |  |  |  |
|                            | Richard Mallié           | LR                       | 2 706        | 63,23        | 27     | 1      |  |  |  |
| Bouc avant tout            |                          |                          | 2 706        | 63,23        | 27     | 1      |  |  |  |
|                            | Jean-Pierre Laffineur    | SE                       | 815          | 19,04        | 3      | 0      |  |  |  |
| Pour que vive Bouc-Bel-Air |                          |                          | 815          | 19,04        | 3      | 0      |  |  |  |
|                            | Philippe Canobio         | DVC                      | 758          | 17,71        | 3      | 0      |  |  |  |
| Bouc-Bel-Air maintenant    |                          |                          | 758          | 17,71        | 3      | 0      |  |  |  |
|                            |                          |                          |              |              |        |        |  |  |  |
| Votes valides              | Votes valides            | Votes valides            | 4 279        | 96,27        |        |        |  |  |  |
| Votes blancs               | Votes blancs             | Votes blancs             | 110          | 2,47         |        |        |  |  |  |
| Votes nuls                 | Votes nuls               | Votes nuls               | 56           | 1,26         |        |        |  |  |  |
| Total                      | Total                    | Total                    | 4 445        | 100          | 33     | 1      |  |  |  |
| Abstention                 | Abstention               | Abstention               | 7 267        | 62,05        |        |        |  |  |  |
| Inscrits / participation   | Inscrits / participation | Inscrits / participation | 11 712       | 37,95        |        |        |  |  |  |

### Cabriès
- Maire sortant : Hervé Fabre-Aubrespy (LR)
- 29 sièges à pourvoir au conseil municipal (population légale 2017 : 9 751 habitants)
- 1 siège à pourvoir au conseil communautaire (Métropole d'Aix-Marseille-Provence)

| Tête de liste                           | Tête de liste            | Liste                    | Premier tour | Premier tour | Second tour | Second tour | Sièges | Sièges |
| Tête de liste                           | Tête de liste            | Liste                    | Voix         | %            | Voix        | %           | CM     | CC     |
| --------------------------------------- | ------------------------ | ------------------------ | ------------ | ------------ | ----------- | ----------- | ------ | ------ |
|                                         | Amapola Ventron          | ÉCO                      | 936          | 21,59        | 1 794       | 36,53       | 20     | 1      |
| Un nouveau souffle pour Cabriès-Calas   |                          |                          | 936          | 21,59        | 1 794       | 36,53       | 20     | 1      |
|                                         | Hervé Ghevontian         | DVC                      | 594          | 13,70        | 1 794       | 36,53       | 20     | 1      |
| Rassembler Cabriès-Calas                |                          |                          | 594          | 13,70        | 1 794       | 36,53       | 20     | 1      |
|                                         | Hervé Fabre-Aubrespy     | DVD                      | 793          | 18,29        | 1391        | 28,32       | 4      | 0      |
| Continuons ensemble, pour Cabriès-Calas |                          |                          | 793          | 18,29        | 1391        | 28,32       | 4      | 0      |
|                                         | Marc Radigales           | DVC                      | 748          | 17,25        | 1726        | 35,14       | 5      | 0      |
| Cabriès ensemble 2020                   |                          |                          | 748          | 17,25        | 1726        | 35,14       | 5      | 0      |
|                                         | Mehdi Medjati            | DVG                      | 718          | 16,56        | 1726        | 35,14       | 5      | 0      |
| Cabriès est à vous                      |                          |                          | 718          | 16,56        | 1726        | 35,14       | 5      | 0      |
|                                         | Frédéric Morlot          | DVC                      | 545          | 12,57        | 1726        | 35,14       | 5      | 0      |
| Cabriès-Calas passionnément             |                          |                          | 545          | 12,57        | 1726        | 35,14       | 5      | 0      |
|                                         |                          |                          |              |              |             |             |        |        |
| Votes valides                           | Votes valides            | Votes valides            | 4 334        | 98,75        | 4 911       | 98,42       |        |        |
| Votes blancs                            | Votes blancs             | Votes blancs             | 41           | 0,93         | 53          | 1,06        |        |        |
| Votes nuls                              | Votes nuls               | Votes nuls               | 14           | 0,32         | 26          | 0,52        |        |        |
| Total                                   | Total                    | Total                    | 4 389        | 100          | 4 990       | 100         | 29     | 1      |
| Abstention                              | Abstention               | Abstention               | 4 090        | 48,24        | 3 499       | 41,22       |        |        |
| Inscrits / participation                | Inscrits / participation | Inscrits / participation | 8 479        | 51,76        | 8 489       | 58,78       |        |        |

### Carnoux-en-Provence
- Maire sortant : Jean-Pierre Giorgi (DVD)
- 29 sièges à pourvoir au conseil municipal (population légale 2017 : 6 600 habitants)
- 1 sièges à pourvoir au conseil communautaire (Métropole d'Aix-Marseille-Provence)

|                          | Jean-Pierre Giorgi       | DVD                      | 1 503 | 67,58 | 25 | 1 |  |  |
|                          | Gilles Di Rosa           | DVD                      | 369   | 16,59 | 2  | 0 |  |  |
|                          | Jacques Bouleistex       | DVG                      | 352   | 15,82 | 2  | 0 |  |  |
|                          |                          |                          |       |       |    |   |  |  |
| Votes valides            | Votes valides            | Votes valides            | 2 224 | 98,67 |    |   |  |  |
| Votes blancs             | Votes blancs             | Votes blancs             | 20    | 0,89  |    |   |  |  |
| Votes nuls               | Votes nuls               | Votes nuls               | 10    | 0,44  |    |   |  |  |
| Total                    | Total                    | Total                    | 2 254 | 100   | 29 | 1 |  |  |
| Abstention               | Abstention               | Abstention               | 3 141 | 58,22 |    |   |  |  |
| Inscrits / participation | Inscrits / participation | Inscrits / participation | 5 395 | 41,78 |    |   |  |  |

### Carry-le-Rouet
- Maire sortant : Jean Montagnac (LR)
- 29 sièges à pourvoir au conseil municipal (population légale 2017 : 5 823 habitants)
- 1 siège à pourvoir au conseil communautaire (Métropole d'Aix-Marseille-Provence)

| Tête de liste            | Tête de liste            | Liste                    | Premier tour | Premier tour | Second tour | Second tour | Sièges | Sièges |
| Tête de liste            | Tête de liste            | Liste                    | Voix         | %            | Voix        | %           | CM     | CC     |
| ------------------------ | ------------------------ | ------------------------ | ------------ | ------------ | ----------- | ----------- | ------ | ------ |
|                          | René-Francis Carpentier  | LR                       | 818          | 31,22        | 1 381       | 47,37       | 22     | 1      |
|                          | Nathalie Garcia          | DVD                      | 641          | 24,46        | 1 381       | 47,37       | 22     | 1      |
|                          | Jean-Christophe Trapy    | DVD                      | 891          | 34,00        | 1 255       | 43,05       | 6      | 0      |
|                          | Jean-François Marza      | DVD                      | 270          | 10,30        | 279         | 9,57        | 1      | 0      |
|                          |                          |                          |              |              |             |             |        |        |
| Votes valides            | Votes valides            | Votes valides            | 2 620        | 97,91        | 2 915       | 96,81       |        |        |
| Votes blancs             | Votes blancs             | Votes blancs             | 34           | 1,27         | 62          | 2,06        |        |        |
| Votes nuls               | Votes nuls               | Votes nuls               | 22           | 0,82         | 34          | 1,13        |        |        |
| Total                    | Total                    | Total                    | 2 676        | 100          | 3 011       | 100         | 29     | 1      |
| Abstention               | Abstention               | Abstention               | 3 088        | 53,57        | 2 737       | 47,62       |        |        |
| Inscrits / participation | Inscrits / participation | Inscrits / participation | 5 764        | 46,43        | 5 748       | 52,38       |        |        |

### Cassis
- Maire sortant : Danielle Milon (LR)
- 29 sièges à pourvoir au conseil municipal (population légale 2017 : 7 149 habitants)
- 1 siège à pourvoir au conseil communautaire (Métropole d'Aix-Marseille-Provence)

|                          | Danielle Milon           | DVD                      | 2 171 | 61,78 | 24 | 1 |  |  |
|                          | Bertrand Mas-Fraissinet  | DVC                      | 1 343 | 38,21 | 5  | 0 |  |  |
|                          |                          |                          |       |       |    |   |  |  |
| Votes valides            | Votes valides            | Votes valides            | 3 514 | 96,94 |    |   |  |  |
| Votes blancs             | Votes blancs             | Votes blancs             | 56    | 1,54  |    |   |  |  |
| Votes nuls               | Votes nuls               | Votes nuls               | 55    | 1,52  |    |   |  |  |
| Total                    | Total                    | Total                    | 3 625 | 100   | 29 | 1 |  |  |
| Abstention               | Abstention               | Abstention               | 3 171 | 46,66 |    |   |  |  |
| Inscrits / participation | Inscrits / participation | Inscrits / participation | 6 796 | 53,34 |    |   |  |  |

### Châteauneuf-les-Martigues
- Maire sortant : Roland Mouren (DVD)
- 33 sièges à pourvoir au conseil municipal (population légale 2017 : 16 850 habitants)
- 1 siège à pourvoir au conseil communautaire (Métropole d'Aix-Marseille-Provence)

|                                                          |                          |                          |              |              |        |        |  |  |  |
| Tête de liste                                            | Tête de liste            | Liste                    | Premier tour | Premier tour | Sièges | Sièges |  |  |  |
| Tête de liste                                            | Tête de liste            | Liste                    | Voix         | %            | CM     | CC     |  |  |  |
|                                                          | Roland Mouren            | DVD                      | 2 465        | 50,62        | 26     | 1      |  |  |  |
| Ensemble, continuons pour Châteauneuf La Mède            |                          |                          | 2 465        | 50,62        | 26     | 1      |  |  |  |
|                                                          | Claude Ribière           | PS                       | 904          | 18,56        | 3      | 0      |  |  |  |
| Liste de rassemblement citoyenne républicaine de progrès |                          |                          | 904          | 18,56        | 3      | 0      |  |  |  |
|                                                          | Corinne Roux             | DVG                      | 616          | 12,65        | 2      | 0      |  |  |  |
| Construire un futur pour Châteauneuf-les-Martigues       |                          |                          | 616          | 12,65        | 2      | 0      |  |  |  |
|                                                          | Sauveur Visconti         | RN                       | 467          | 9,59         | 1      | 0      |  |  |  |
| Rassemblement Châteauneuf La Mède                        |                          |                          | 467          | 9,59         | 1      | 0      |  |  |  |
|                                                          | Didier Gidde             | SE                       | 417          | 8,56         | 1      | 0      |  |  |  |
| Châteauneuf La Mède notre seul parti c'est vous          |                          |                          | 417          | 8,56         | 1      | 0      |  |  |  |
|                                                          |                          |                          |              |              |        |        |  |  |  |
| Votes valides                                            | Votes valides            | Votes valides            | 4 869        | 97,09        |        |        |  |  |  |
| Votes blancs                                             | Votes blancs             | Votes blancs             | 44           | 0,88         |        |        |  |  |  |
| Votes nuls                                               | Votes nuls               | Votes nuls               | 102          | 2,03         |        |        |  |  |  |
| Total                                                    | Total                    | Total                    | 5 015        | 100          | 33     | 1      |  |  |  |
| Abstention                                               | Abstention               | Abstention               | 6 294        | 55,65        |        |        |  |  |  |
| Inscrits / participation                                 | Inscrits / participation | Inscrits / participation | 11 309       | 44,35        |        |        |  |  |  |

### Châteaurenard
- Maire sortant : Marcel Martel (LR)
- 33 sièges à pourvoir au conseil municipal (population légale 2017 : 15 814 habitants)
- 12 sièges à pourvoir au conseil communautaire (CA Terre de Provence)

|                          | Marcel Martel            | DVD                      | 3 016  | 53,63 | 26 | 10 |  |  |
|                          | Bernard Reynès           | DVD                      | 2 004  | 35,63 | 6  | 2  |  |  |
|                          | Nicette Aubert           | DVG                      | 603    | 10,72 | 1  | 0  |  |  |
|                          |                          |                          |        |       |    |    |  |  |
| Votes valides            | Votes valides            | Votes valides            | 5 623  | 97,47 |    |    |  |  |
| Votes blancs             | Votes blancs             | Votes blancs             | 41     | 0,71  |    |    |  |  |
| Votes nuls               | Votes nuls               | Votes nuls               | 105    | 1,82  |    |    |  |  |
| Total                    | Total                    | Total                    | 5 769  | 100   | 33 | 12 |  |  |
| Abstention               | Abstention               | Abstention               | 5 239  | 47,59 |    |    |  |  |
| Inscrits / participation | Inscrits / participation | Inscrits / participation | 11 008 | 52,41 |    |    |  |  |

### Cuges-les-Pins
- Maire sortant : Bernard Destrost (LR)
- 29 sièges à pourvoir au conseil municipal (population légale 2017 : 5 080 habitants)
- 1 siège à pourvoir au conseil communautaire (Métropole d'Aix-Marseille-Provence)

|                          | Bernard Destrost         | DVD                      | 1 452 | 62,21 | 24 | 1 |  |  |
|                          | Gérard Fasolino          | DVG                      | 882   | 37,78 | 5  | 0 |  |  |
|                          |                          |                          |       |       |    |   |  |  |
| Votes valides            | Votes valides            | Votes valides            | 2 334 | 97,33 |    |   |  |  |
| Votes blancs             | Votes blancs             | Votes blancs             | 40    | 1,67  |    |   |  |  |
| Votes nuls               | Votes nuls               | Votes nuls               | 24    | 1,00  |    |   |  |  |
| Total                    | Total                    | Total                    | 2 398 | 100   | 29 | 1 |  |  |
| Abstention               | Abstention               | Abstention               | 1 847 | 43,51 |    |   |  |  |
| Inscrits / participation | Inscrits / participation | Inscrits / participation | 4 245 | 56,49 |    |   |  |  |

### Éguilles
- Maire sortant : Robert Dagorne (UDI)
- 29 sièges à pourvoir au conseil municipal (population légale 2017 : 7 856 habitants)
- 1 siège à pourvoir au conseil communautaire (Métropole d'Aix-Marseille-Provence)

|                          | Robert Dagorne           | DVD                      | 2 047 | 56,55 | 23 | 1 |  |  |
|                          | Salvator Di Benedetto    | DVC                      | 1 573 | 43,45 | 6  | 0 |  |  |
|                          |                          |                          |       |       |    |   |  |  |
| Votes valides            | Votes valides            | Votes valides            | 3 620 | 98,08 |    |   |  |  |
| Votes blancs             | Votes blancs             | Votes blancs             | 37    | 1,00  |    |   |  |  |
| Votes nuls               | Votes nuls               | Votes nuls               | 34    | 0,92  |    |   |  |  |
| Total                    | Total                    | Total                    | 3 691 | 100   | 29 | 1 |  |  |
| Abstention               | Abstention               | Abstention               | 3 186 | 46,33 |    |   |  |  |
| Inscrits / participation | Inscrits / participation | Inscrits / participation | 6 877 | 53,67 |    |   |  |  |

### Ensuès-la-Redonne
- Maire sortant : Michel Illac (DVG)
- 29 sièges à pourvoir au conseil municipal (population légale 2017 : 5 484 habitants)
- 1 siège à pourvoir au conseil communautaire (Métropole d'Aix-Marseille-Provence)

|                          | Michel Illac             | DVG                      | 1 697 | 68,45 | 25 | 1 |  |  |
|                          | John Lanne               | DVD                      | 782   | 31,55 | 4  | 0 |  |  |
|                          |                          |                          |       |       |    |   |  |  |
| Votes valides            | Votes valides            | Votes valides            | 2 479 | 97,33 |    |   |  |  |
| Votes blancs             | Votes blancs             | Votes blancs             | 37    | 1,45  |    |   |  |  |
| Votes nuls               | Votes nuls               | Votes nuls               | 31    | 1,22  |    |   |  |  |
| Total                    | Total                    | Total                    | 2 547 | 100   | 29 | 1 |  |  |
| Abstention               | Abstention               | Abstention               | 2 363 | 48,13 |    |   |  |  |
| Inscrits / participation | Inscrits / participation | Inscrits / participation | 4 910 | 51,87 |    |   |  |  |

### Eyguières
- Maire sortant : Henri Pons (UDI)
- 29 sièges à pourvoir au conseil municipal (population légale 2017 : 7 008 habitants)
- 1 siège à pourvoir au conseil communautaire (Métropole d'Aix-Marseille-Provence)

|                          | Henri Pons               | DVC                      | 2 033 | 64,11 | 24 | 1 |  |  |
|                          | Frédéric Pujante         | DVD                      | 1 138 | 35,89 | 5  | 0 |  |  |
|                          |                          |                          |       |       |    |   |  |  |
| Votes valides            | Votes valides            | Votes valides            | 3 171 | 96,44 |    |   |  |  |
| Votes blancs             | Votes blancs             | Votes blancs             | 60    | 1,82  |    |   |  |  |
| Votes nuls               | Votes nuls               | Votes nuls               | 57    | 1,73  |    |   |  |  |
| Total                    | Total                    | Total                    | 3 288 | 100   | 29 | 1 |  |  |
| Abstention               | Abstention               | Abstention               | 2 508 | 43,27 |    |   |  |  |
| Inscrits / participation | Inscrits / participation | Inscrits / participation | 5 796 | 56,73 |    |   |  |  |

### Fos-sur-Mer
- Maire sortant : Jean Hetsch (PS)
- 33 sièges à pourvoir au conseil municipal (population légale 2017 : 15 494 habitants)
- 1 siège à pourvoir au conseil métropolitain (Métropole d'Aix-Marseille-Provence)

|                                  |                          |                          |              |              |        |        |  |  |  |
| Tête de liste                    | Tête de liste            | Liste                    | Premier tour | Premier tour | Sièges | Sièges |  |  |  |
| Tête de liste                    | Tête de liste            | Liste                    | Voix         | %            | CM     | CM-AMP |  |  |  |
|                                  | Jean Hetsch              | PS                       | 3 295        | 58,49        | 27     | 1      |  |  |  |
| Fiers d'être Fosséens            |                          |                          | 3 295        | 58,49        | 27     | 1      |  |  |  |
|                                  | Philippe Maurizot        | LR                       | 1 368        | 24,28        | 4      | 0      |  |  |  |
| Concrétisons nos espoirs         |                          |                          | 1 368        | 24,28        | 4      | 0      |  |  |  |
|                                  | Jean Fayolle             | DVC                      | 970          | 17,21        | 2      | 0      |  |  |  |
| Une équipe tournée vers l'Avenir |                          |                          | 970          | 17,21        | 2      | 0      |  |  |  |
|                                  |                          |                          |              |              |        |        |  |  |  |
| Votes valides                    | Votes valides            | Votes valides            | 5 633        | 96,85        |        |        |  |  |  |
| Votes blancs                     | Votes blancs             | Votes blancs             | 67           | 1,15         |        |        |  |  |  |
| Votes nuls                       | Votes nuls               | Votes nuls               | 116          | 1,99         |        |        |  |  |  |
| Total                            | Total                    | Total                    | 5 816        | 100          | 33     | 1      |  |  |  |
| Abstention                       | Abstention               | Abstention               | 7 241        | 55,46        |        |        |  |  |  |
| Inscrits / participation         | Inscrits / participation | Inscrits / participation | 13 057       | 44,54        |        |        |  |  |  |

### Fuveau
- Maire sortant : Hélène Lhen (DVD)
- 33 sièges à pourvoir au conseil municipal (population légale 2017 : 10 157 habitants)
- 1 siège à pourvoir au conseil communautaire (Métropole d'Aix-Marseille-Provence)

| Tête de liste            | Tête de liste                | Liste                    | Premier tour | Premier tour | Second tour | Second tour | Sièges  | Sièges  |
| Tête de liste            | Tête de liste                | Liste                    | Voix         | %            | Voix        | %           | CM      | CC      |
| ------------------------ | ---------------------------- | ------------------------ | ------------ | ------------ | ----------- | ----------- | ------- | ------- |
|                          | Béatrice Bonfillon Chiavassa | DVC                      | 1 642        | 48,12        | 1 906       | 52,73       | 25      | 1       |
|                          | Jean-François Dubus          | DIV                      | 1 263        | 37,02        | 1 708       | 47,26       | 8       | 0       |
|                          | Hervé Poussel                | DVG                      | 507          | 14,86        | Retrait     | Retrait     | Retrait | Retrait |
|                          |                              |                          |              |              |             |             |         |         |
| Votes valides            | Votes valides                | Votes valides            | 3 412        | 97,40        | 3 614       | 96,66       |         |         |
| Votes blancs             | Votes blancs                 | Votes blancs             | 32           | 0,91         | 62          | 1,66        |         |         |
| Votes nuls               | Votes nuls                   | Votes nuls               | 59           | 1,68         | 63          | 1,68        |         |         |
| Total                    | Total                        | Total                    | 3 503        | 100          | 3 739       | 100         | 33      | 1       |
| Abstention               | Abstention                   | Abstention               | 4 356        | 55,43        | 4 142       | 52,56       |         |         |
| Inscrits / participation | Inscrits / participation     | Inscrits / participation | 7 859        | 44,57        | 7 881       | 47,44       |         |         |

### Gardanne
- Maire sortant : Roger Meï (PCF)
- 35 sièges à pourvoir au conseil municipal (population légale 2017 : 20 794 habitants)
- 2 sièges à pourvoir au conseil communautaire (Métropole d'Aix-Marseille-Provence)

| Tête de liste            | Tête de liste            | Liste                    | Premier tour | Premier tour | Second tour | Second tour | Sièges | Sièges |
| Tête de liste            | Tête de liste            | Liste                    | Voix         | %            | Voix        | %           | CM     | CC     |
| ------------------------ | ------------------------ | ------------------------ | ------------ | ------------ | ----------- | ----------- | ------ | ------ |
|                          | Claude Jorda             | PCF-FI                   | 1 596        | 23,78        | 2 042       | 28,29       | 5      | 0      |
|                          | Jean-Marc La Piana       | DVG                      | 1 533        | 22,84        | 2 029       | 28,11       | 5      | 0      |
|                          | Jean-Brice Garella       | DVG                      | 1 206        | 17,97        | 2 029       | 28,11       | 5      | 0      |
|                          | Hervé Granier            | LR                       | 1 504        | 22,41        | 2 580       | 35,74       | 24     | 2      |
|                          | Bruno Priouret           | RN                       | 872          | 12,99        | 567         | 7,85        | 1      | 0      |
|                          |                          |                          |              |              |             |             |        |        |
| Votes valides            | Votes valides            | Votes valides            | 6 711        | 97,44        | 7 218       | 97,99       |        |        |
| Votes blancs             | Votes blancs             | Votes blancs             | 52           | 0,76         | 58          | 0,79        |        |        |
| Votes nuls               | Votes nuls               | Votes nuls               | 124          | 1,80         | 90          | 1,22        |        |        |
| Total                    | Total                    | Total                    | 6 887        | 100          | 7 366       | 100         | 35     | 2      |
| Abstention               | Abstention               | Abstention               | 9 644        | 58,34        | 9 180       | 55,48       |        |        |
| Inscrits / participation | Inscrits / participation | Inscrits / participation | 16 531       | 41,66        | 16 546      | 44,52       |        |        |

### Gémenos
- Maire sortant : Roland Giberti (LC)
- 29 sièges à pourvoir au conseil municipal (population légale 2017 : 6 502 habitants)
- 1 siège à pourvoir au conseil communautaire (Métropole d'Aix-Marseille-Provence)

|                          | Roland Giberti           | DVD                      | 2 073 | 81,14 | 27 | 1 |  |  |
|                          | François Plesnar         | ÉCO                      | 482   | 18,86 | 2  | 0 |  |  |
|                          |                          |                          |       |       |    |   |  |  |
| Votes valides            | Votes valides            | Votes valides            | 2 555 | 98,38 |    |   |  |  |
| Votes blancs             | Votes blancs             | Votes blancs             | 26    | 1,00  |    |   |  |  |
| Votes nuls               | Votes nuls               | Votes nuls               | 16    | 0,62  |    |   |  |  |
| Total                    | Total                    | Total                    | 2 597 | 100   | 29 | 1 |  |  |
| Abstention               | Abstention               | Abstention               | 3 250 | 55,58 |    |   |  |  |
| Inscrits / participation | Inscrits / participation | Inscrits / participation | 5 847 | 44,42 |    |   |  |  |

### Gignac-la-Nerthe
- Maire sortant : Christian Amiraty (DVG)
- 29 sièges à pourvoir au conseil municipal (population légale 2017 : 9 326 habitants)
- 1 siège à pourvoir au conseil communautaire (Métropole d'Aix-Marseille-Provence)

|                          | Christian Amiraty        | DVC                      | 1 725 | 52,42 | 23 | 1 |  |  |
|                          | Laure Chevalier          | RN                       | 509   | 15,47 | 2  | 0 |  |  |
|                          | Jérôme Gouiran           | DVD                      | 1 057 | 32,12 | 4  | 0 |  |  |
|                          |                          |                          |       |       |    |   |  |  |
| Votes valides            | Votes valides            | Votes valides            | 3 291 | 98,21 |    |   |  |  |
| Votes blancs             | Votes blancs             | Votes blancs             | 32    | 0,95  |    |   |  |  |
| Votes nuls               | Votes nuls               | Votes nuls               | 28    | 0,84  |    |   |  |  |
| Total                    | Total                    | Total                    | 3 351 | 100   | 29 | 1 |  |  |
| Abstention               | Abstention               | Abstention               | 4 651 | 58,12 |    |   |  |  |
| Inscrits / participation | Inscrits / participation | Inscrits / participation | 8 002 | 41,88 |    |   |  |  |

### Grans
- Maire sortant : Yves Vidal (PRG)
- 29 sièges à pourvoir au conseil municipal (population légale 2017 : 5 118 habitants)
- 1 siège à pourvoir au conseil communautaire (Métropole d'Aix-Marseille-Provence)

|                          | Yves Vidal               | DVG                      | 1 377 | 73,68 | 26 | 1 |  |  |
|                          | Patrick Reboul           | DVG                      | 492   | 26,32 | 3  | 0 |  |  |
|                          |                          |                          |       |       |    |   |  |  |
| Votes valides            | Votes valides            | Votes valides            | 1 869 | 96,24 |    |   |  |  |
| Votes blancs             | Votes blancs             | Votes blancs             | 40    | 2,06  |    |   |  |  |
| Votes nuls               | Votes nuls               | Votes nuls               | 33    | 1,70  |    |   |  |  |
| Total                    | Total                    | Total                    | 1 942 | 100   | 29 | 1 |  |  |
| Abstention               | Abstention               | Abstention               | 2 251 | 53,68 |    |   |  |  |
| Inscrits / participation | Inscrits / participation | Inscrits / participation | 4 193 | 46,32 |    |   |  |  |

### Istres
- Maire sortant : François Bernardini (DVG)
- 43 sièges à pourvoir au conseil municipal (population légale 2017 : 43 133 habitants)
- 5 sièges à pourvoir au conseil communautaire (Métropole d'Aix-Marseille-Provence)

|                          | François Bernardini      | DVG                      | 7 912  | 54,79 | 35 | 5 |  |  |
|                          | Michel Caillat           | EÉLV                     | 2 077  | 14,38 | 3  | 0 |  |  |
|                          | Robin Pretot             | LR                       | 2 257  | 15,63 | 3  | 0 |  |  |
|                          | Rose Criado              | RN                       | 1 636  | 11,33 | 2  | 0 |  |  |
|                          | Thierry Blanc            | DVC                      | 556    | 3,85  | 0  | 0 |  |  |
|                          |                          |                          |        |       |    |   |  |  |
| Votes valides            | Votes valides            | Votes valides            | 14 438 | 94,71 |    |   |  |  |
| Votes blancs             | Votes blancs             | Votes blancs             | 285    | 1,87  |    |   |  |  |
| Votes nuls               | Votes nuls               | Votes nuls               | 521    | 3,42  |    |   |  |  |
| Total                    | Total                    | Total                    | 15 244 | 100   | 43 | 5 |  |  |
| Abstention               | Abstention               | Abstention               | 14 660 | 49,02 |    |   |  |  |
| Inscrits / participation | Inscrits / participation | Inscrits / participation | 29 904 | 50,98 |    |   |  |  |

### La Bouilladisse
- Maire sortant : André Jullien (PCF)
- 29 sièges à pourvoir au conseil municipal (population légale 2017 : 6 194 habitants)
- 1 siège à pourvoir au conseil communautaire (Métropole d'Aix-Marseille-Provence)

|                          | José Morales             | DVG                      | 1 439 | 63,59 | 24 | 1 |  |  |
|                          | Alain Boutboul           | DVC                      | 824   | 36,41 | 5  | 0 |  |  |
|                          |                          |                          |       |       |    |   |  |  |
| Votes valides            | Votes valides            | Votes valides            | 2 263 | 96,34 |    |   |  |  |
| Votes blancs             | Votes blancs             | Votes blancs             | 35    | 1,49  |    |   |  |  |
| Votes nuls               | Votes nuls               | Votes nuls               | 51    | 2,17  |    |   |  |  |
| Total                    | Total                    | Total                    | 2 349 | 100   | 29 | 1 |  |  |
| Abstention               | Abstention               | Abstention               | 2 302 | 49,49 |    |   |  |  |
| Inscrits / participation | Inscrits / participation | Inscrits / participation | 4 651 | 50,51 |    |   |  |  |

### La Ciotat
- Maire sortant : Patrick Boré (LR)
- 39 sièges à pourvoir au conseil municipal (population légale 2017 : 35 174 habitants)
- 4 sièges à pourvoir au conseil communautaire (Métropole d'Aix-Marseille-Provence)

| Tête de liste            | Tête de liste            | Liste                    | Premier tour | Premier tour | Second tour | Second tour | Sièges | Sièges |
| Tête de liste            | Tête de liste            | Liste                    | Voix         | %            | Voix        | %           | CM     | CC     |
| ------------------------ | ------------------------ | ------------------------ | ------------ | ------------ | ----------- | ----------- | ------ | ------ |
|                          | Patrick Boré             | LR                       | 4 388        | 37,52        | 5 240       | 46,19       | 29     | 3      |
|                          | Mireille Benedetti       | DVC-LC-LREM-MEI-LT-MHAN  | 1 521        | 13,00        | 2 699       | 23,79       | 4      | 1      |
|                          | Karim Ghendouf           | PCF-G.s-PS-EÉLV          | 1 537        | 13,14        | 2 280       | 20,09       | 4      | 0      |
|                          | Hervé Itrac              | RN                       | 1 271        | 10,87        | 1 125       | 9,91        | 2      | 0      |
|                          | Lionel Giusti            | ÉCO                      | 1 101        | 9,41         |             |             |        |        |
|                          | Michel Buscetti          | SE                       | 872          | 7,45         |             |             |        |        |
|                          | Christine Abattu         | ÉCO                      | 683          | 5,84         |             |             |        |        |
|                          | Yann Farina              | DVD                      | 319          | 2,73         |             |             |        |        |
|                          |                          |                          |              |              |             |             |        |        |
| Votes valides            | Votes valides            | Votes valides            | 11 692       | 97,05        | 11 344      | 97,53       |        |        |
| Votes blancs             | Votes blancs             | Votes blancs             | 141          | 1,17         | 140         | 1,20        |        |        |
| Votes nuls               | Votes nuls               | Votes nuls               | 215          | 1,78         | 147         | 1,26        |        |        |
| Total                    | Total                    | Total                    | 12 048       | 100          | 11 631      | 100         | 39     | 4      |
| Abstention               | Abstention               | Abstention               | 18 091       | 60,03        | 18 503      | 61,40       |        |        |
| Inscrits / participation | Inscrits / participation | Inscrits / participation | 30 139       | 39,97        | 30 134      | 38,60       |        |        |

### La Fare-les-Oliviers
- Maire sortant : Olivier Guirou (PS)
- 29 sièges à pourvoir au conseil municipal (population légale 2017 : 8 476 habitants)
- 1 siège à pourvoir au conseil communautaire (Métropole d'Aix-Marseille-Provence)

|                          | Olivier Guirou           | DVG                      | 1 856 | 71,00 | 25 | 1 |  |  |
|                          | Corine Maurel            | DVC                      | 758   | 28,99 | 4  | 0 |  |  |
|                          |                          |                          |       |       |    |   |  |  |
| Votes valides            | Votes valides            | Votes valides            | 2 614 | 96,85 |    |   |  |  |
| Votes blancs             | Votes blancs             | Votes blancs             | 51    | 1,89  |    |   |  |  |
| Votes nuls               | Votes nuls               | Votes nuls               | 34    | 1,26  |    |   |  |  |
| Total                    | Total                    | Total                    | 2 699 | 100   | 29 | 1 |  |  |
| Abstention               | Abstention               | Abstention               | 3 333 | 55,26 |    |   |  |  |
| Inscrits / participation | Inscrits / participation | Inscrits / participation | 6 032 | 44,74 |    |   |  |  |

### La Penne-sur-Huveaune
- Maire sortant : Christine Capdeville (PCF)
- 29 sièges à pourvoir au conseil municipal (population légale 2017 : 6 436 habitants)
- 1 siège à pourvoir au conseil communautaire (Métropole d'Aix-Marseille-Provence)

| Tête de liste            | Tête de liste            | Liste                    | Premier tour | Premier tour | Second tour | Second tour | Sièges  | Sièges  |
| Tête de liste            | Tête de liste            | Liste                    | Voix         | %            | Voix        | %           | CM      | CC      |
| ------------------------ | ------------------------ | ------------------------ | ------------ | ------------ | ----------- | ----------- | ------- | ------- |
|                          | Christine Capdeville     | PCF                      | 874          | 41,62        | 1 220       | 52,13       | 22      | 1       |
|                          | Nicolas Bazzucchi        | DVG                      | 630          | 30,00        | 1 120       | 47,86       | 7       | 0       |
|                          | Michael Sorkine          | DVD                      | 596          | 28,38        | Retrait     | Retrait     | Retrait | Retrait |
|                          |                          |                          |              |              |             |             |         |         |
| Votes valides            | Votes valides            | Votes valides            | 2 100        | 97,31        | 2 340       | 96,18       |         |         |
| Votes blancs             | Votes blancs             | Votes blancs             | 34           | 1,58         | 58          | 2,38        |         |         |
| Votes nuls               | Votes nuls               | Votes nuls               | 24           | 1,11         | 35          | 1,44        |         |         |
| Total                    | Total                    | Total                    | 2 158        | 100          | 2 433       | 100         | 29      | 1       |
| Abstention               | Abstention               | Abstention               | 2 882        | 57,18        | 2 604       | 51,70       |         |         |
| Inscrits / participation | Inscrits / participation | Inscrits / participation | 5 040        | 42,82        | 5 037       | 48,30       |         |         |

### La Roque-d'Anthéron
- Maire sortant : Jean-Pierre Serrus (LREM)
- 29 sièges à pourvoir au conseil municipal (population légale 2017 : 5 455 habitants)
- 1 siège à pourvoir au conseil communautaire (Métropole d'Aix-Marseille-Provence)

|                          | Jean-Pierre Serrus       | DVC                      | 1 334 | 65,89 | 24 | 1 |  |  |
|                          | Régis Postiaux           | DVD                      | 695   | 34,10 | 5  | 0 |  |  |
|                          |                          |                          |       |       |    |   |  |  |
| Votes valides            | Votes valides            | Votes valides            | 2 038 | 96,54 |    |   |  |  |
| Votes blancs             | Votes blancs             | Votes blancs             | 41    | 1,94  |    |   |  |  |
| Votes nuls               | Votes nuls               | Votes nuls               | 32    | 1,52  |    |   |  |  |
| Total                    | Total                    | Total                    | 2 111 | 100   | 29 | 1 |  |  |
| Abstention               | Abstention               | Abstention               | 1 586 | 42,90 |    |   |  |  |
| Inscrits / participation | Inscrits / participation | Inscrits / participation | 3 697 | 57,10 |    |   |  |  |

### Lambesc
- Maire sortant : Bernard Ramond (LR)
- 29 sièges à pourvoir au conseil municipal (population légale 2017 : 9 672 habitants)
- 1 siège à pourvoir au conseil communautaire (Métropole d'Aix-Marseille-Provence)

| Tête de liste            | Tête de liste            | Liste                    | Premier tour | Premier tour | Second tour | Second tour | Sièges | Sièges |
| Tête de liste            | Tête de liste            | Liste                    | Voix         | %            | Voix        | %           | CM     | CC     |
| ------------------------ | ------------------------ | ------------------------ | ------------ | ------------ | ----------- | ----------- | ------ | ------ |
|                          | Bernard Ramon            | LR                       | 1 562        | 48,52        | 1 679       | 56,64       | 23     | 1      |
|                          | Jacques Bucki            | DVC-LREM                 | 941          | 29,23        | 751         | 25,33       | 4      | 0      |
|                          | Jean-Michel Carretero    | DVG                      | 716          | 22,24        | 534         | 18,01       | 2      | 0      |
|                          |                          |                          |              |              |             |             |        |        |
| Votes valides            | Votes valides            | Votes valides            | 3 219        | 97,40        | 2 964       | 96,70       |        |        |
| Votes blancs             | Votes blancs             | Votes blancs             | 50           | 1,51         | 65          | 2,12        |        |        |
| Votes nuls               | Votes nuls               | Votes nuls               | 36           | 1,09         | 36          | 1,17        |        |        |
| Total                    | Total                    | Total                    | 3 305        | 100          | 3 065       | 100         | 29     | 1      |
| Abstention               | Abstention               | Abstention               | 4 162        | 55,74        | 4 435       | 59,13       |        |        |
| Inscrits / participation | Inscrits / participation | Inscrits / participation | 7 467        | 44,26        | 7 500       | 40,87       |        |        |

### Lançon-Provence
- Maire sortant : Michel Mille (LR)
- 29 sièges à pourvoir au conseil municipal (population légale 2017 : 8 959 habitants)
- 1 siège à pourvoir au conseil communautaire (Métropole d'Aix-Marseille-Provence)

|                          | Michel Mille             | DVD                      | 2 340 | 76,07 | 26 | 1 |  |  |
|                          | Christiane Pujol         | DVD                      | 736   | 23,93 | 3  | 0 |  |  |
|                          |                          |                          |       |       |    |   |  |  |
| Votes valides            | Votes valides            | Votes valides            | 3 076 | 94,44 |    |   |  |  |
| Votes blancs             | Votes blancs             | Votes blancs             | 111   | 3,41  |    |   |  |  |
| Votes nuls               | Votes nuls               | Votes nuls               | 70    | 2,15  |    |   |  |  |
| Total                    | Total                    | Total                    | 3 257 | 100   | 29 | 1 |  |  |
| Abstention               | Abstention               | Abstention               | 3 963 | 54,89 |    |   |  |  |
| Inscrits / participation | Inscrits / participation | Inscrits / participation | 7 220 | 45,11 |    |   |  |  |

### Le Puy-Sainte-Réparade
- Maire sortant : Jean-David Ciot (PS)
- 29 sièges à pourvoir au conseil municipal (population légale 2017 : 5 719 habitants)
- 1 siège à pourvoir au conseil communautaire (Métropole d'Aix-Marseille-Provence)

|                          | Jean-David Ciot          | PS                       | 1 253 | 57,27 | 24 | 1 |  |  |
|                          | Serge Roatta             | DVD                      | 525   | 23,99 | 3  | 0 |  |  |
|                          | Jacky Lecuivre           | DVC                      | 410   | 18,74 | 2  | 0 |  |  |
|                          |                          |                          |       |       |    |   |  |  |
| Votes valides            | Votes valides            | Votes valides            | 2 188 | 96,94 |    |   |  |  |
| Votes blancs             | Votes blancs             | Votes blancs             | 47    | 2,08  |    |   |  |  |
| Votes nuls               | Votes nuls               | Votes nuls               | 22    | 0,97  |    |   |  |  |
| Total                    | Total                    | Total                    | 2 257 | 100   | 29 | 1 |  |  |
| Abstention               | Abstention               | Abstention               | 2 309 | 50,57 |    |   |  |  |
| Inscrits / participation | Inscrits / participation | Inscrits / participation | 4 566 | 49,43 |    |   |  |  |

### Le Rove
- Maire sortant : Georges Rosso (PCF)
- 29 sièges à pourvoir au conseil municipal (population légale 2017 : 5 128 habitants)
- 1 siège à pourvoir au conseil communautaire (Métropole d'Aix-Marseille-Provence)

|                          | Georges Rosso            | PCF                      | 1 599 | 79,24 | 26 | 1 |  |  |
|                          | Jacques Laval            | DVD                      | 419   | 20,76 | 3  | 0 |  |  |
|                          |                          |                          |       |       |    |   |  |  |
| Votes valides            | Votes valides            | Votes valides            | 2 018 | 95,28 |    |   |  |  |
| Votes blancs             | Votes blancs             | Votes blancs             | 44    | 2,08  |    |   |  |  |
| Votes nuls               | Votes nuls               | Votes nuls               | 56    | 2,64  |    |   |  |  |
| Total                    | Total                    | Total                    | 2 118 | 100   | 29 | 1 |  |  |
| Abstention               | Abstention               | Abstention               | 1 984 | 48,37 |    |   |  |  |
| Inscrits / participation | Inscrits / participation | Inscrits / participation | 4 102 | 51,63 |    |   |  |  |

### Les Pennes-Mirabeau
- Maire sortant : Monique Slissa (DVG)
- 35 sièges à pourvoir au conseil municipal (population légale 2017 : 21 046 habitants)
- 2 sièges à pourvoir au conseil communautaire (Métropole d'Aix-Marseille-Provence)

| Tête de liste            | Tête de liste            | Liste                    | Premier tour | Premier tour | Second tour | Second tour | Sièges | Sièges |
| Tête de liste            | Tête de liste            | Liste                    | Voix         | %            | Voix        | %           | CM     | CC     |
| ------------------------ | ------------------------ | ------------------------ | ------------ | ------------ | ----------- | ----------- | ------ | ------ |
|                          | Michel Amiel             | DVC                      | 2 830        | 40,97        | 3 201       | 44,36       | 26     | 2      |
|                          | Romain Amaro             | LR                       | 1 867        | 27,03        | 2 528       | 35,03       | 6      | 0      |
|                          | Maximilien Fusone        | RN                       | 1 269        | 18,37        | 836         | 11,58       | 2      | 0      |
|                          | Rosy Inaudi              | DVG                      | 941          | 13,62        | 650         | 9,00        | 1      | 0      |
|                          |                          |                          |              |              |             |             |        |        |
| Votes valides            | Votes valides            | Votes valides            | 6 907        | 97,50        | 7 215       | 98,62       |        |        |
| Votes blancs             | Votes blancs             | Votes blancs             | 54           | 0,76         | 61          | 0,83        |        |        |
| Votes nuls               | Votes nuls               | Votes nuls               | 123          | 1,74         | 40          | 0,55        |        |        |
| Total                    | Total                    | Total                    | 7 084        | 100          | 7 316       | 100         | 35     | 2      |
| Abstention               | Abstention               | Abstention               | 10 420       | 59,53        | 10 209      | 58,25       |        |        |
| Inscrits / participation | Inscrits / participation | Inscrits / participation | 17 504       | 40,47        | 17 525      | 41,75       |        |        |

### Mallemort
- Maire sortant : Hélène Gente-Ceaglio (DVG)
- 29 sièges à pourvoir au conseil municipal (population légale 2017 : 6 019 habitants)
- 1 siège à pourvoir au conseil communautaire (Métropole d'Aix-Marseille-Provence)

|                          | Hélène Gente-Ceaglio     | DVG                      | 1 216 | 50,75 | 22 | 1 |  |  |
|                          | Jean-Pierre Chabert      | DVD                      | 940   | 39,23 | 6  | 0 |  |  |
|                          | Thierry Platon           | ÉCO                      | 240   | 10,02 | 1  | 0 |  |  |
|                          |                          |                          |       |       |    |   |  |  |
| Votes valides            | Votes valides            | Votes valides            | 2 396 | 97,72 |    |   |  |  |
| Votes blancs             | Votes blancs             | Votes blancs             | 33    | 1,35  |    |   |  |  |
| Votes nuls               | Votes nuls               | Votes nuls               | 23    | 0,94  |    |   |  |  |
| Total                    | Total                    | Total                    | 2 452 | 100   | 29 | 1 |  |  |
| Abstention               | Abstention               | Abstention               | 2 867 | 53,90 |    |   |  |  |
| Inscrits / participation | Inscrits / participation | Inscrits / participation | 5 319 | 46,10 |    |   |  |  |

### Marignane
- Maire sortant : Éric Le Dissès (DVD)
- 39 sièges à pourvoir au conseil municipal (population légale 2017 : 32 920 habitants)
- 4 sièges à pourvoir au conseil communautaire (Métropole d'Aix-Marseille-Provence)

|                          | Éric Le Dissès           | DVD                      | 5 207  | 70,42 | 34 | 4 |  |  |
|                          | Adrien Aléo              | RN                       | 1 070  | 14,47 | 3  | 0 |  |  |
|                          | Joseph Tornambé          | DVD                      | 567    | 7,67  | 1  | 0 |  |  |
|                          | Marie-Claude Gargani     | DVG                      | 550    | 7,44  | 1  | 0 |  |  |
|                          |                          |                          |        |       |    |   |  |  |
| Votes valides            | Votes valides            | Votes valides            | 7 394  | 98,34 |    |   |  |  |
| Votes blancs             | Votes blancs             | Votes blancs             | 125    | 1,66  |    |   |  |  |
| Votes nuls               | Votes nuls               | Votes nuls               | 0      | 0,00  |    |   |  |  |
| Total                    | Total                    | Total                    | 7 519  | 100   | 39 | 4 |  |  |
| Abstention               | Abstention               | Abstention               | 15 103 | 66,76 |    |   |  |  |
| Inscrits / participation | Inscrits / participation | Inscrits / participation | 22 622 | 33,24 |    |   |  |  |

### Marseille
- Maire sortant : Jean-Claude Gaudin (LR)
- 202 sièges à pourvoir aux conseils de secteur
- 101 sièges à pourvoir au conseil municipal (population légale 2017 : 850 726 habitants)
- 102 sièges à pourvoir au conseil métropolitain (Métropole d'Aix-Marseille-Provence)

| Tête de liste            | Tête de liste            | Liste                                     | Premier tour | Premier tour | Second tour | Second tour | Sièges | Sièges | Sièges |
| Tête de liste            | Tête de liste            | Liste                                     | Voix         | %            | Voix        | %           | CS     | CM     | CM     |
| ------------------------ | ------------------------ | ----------------------------------------- | ------------ | ------------ | ----------- | ----------- | ------ | ------ | ------ |
|                          | Michèle Rubirola         | PS-PCF-G.s-GRS-Ensemble !-ND-PG-PP-PRG-PP | 37 955       | 23,44        | 66 512      | 38,28       | 83     | 42     | 42     |
|                          | Sébastien Barles         | EÉLV-AEI-R&PS-GE-MEI-MdP                  | 13 115       | 8,09         | 66 512      | 38,28       | 83     | 42     | 42     |
|                          | Martine Vassal           | LR-SL-LC                                  | 36 143       | 22,32        | 53 421      | 30,75       | 75     | 39     | 41     |
|                          | Stéphane Ravier          | RN                                        | 31 485       | 19,44        | 35 268      | 20,30       | 21     | 9      | 8      |
|                          | Bruno Gilles             | DVD-MEI-LT-MHAN                           | 17 251       | 10,65        | 10 859      | 6,25        | 5      | 3      | 3      |
|                          | Yvon Berland             | LREM-Agir-UDI                             | 12 751       | 7,87         | 2 658       | 1,53        | 1      | 0      | 0      |
|                          | Samia Ghali              | DVG                                       | 10 381       | 6,41         | 5 025       | 2,89        | 17     | 8      | 8      |
|                          | Mohamed Bensaada         | LFI                                       | 1 354        | 0,84         |             |             |        |        |        |
|                          |                          | LO                                        | 394          | 0,24         |             |             |        |        |        |
|                          | Farid Zidane             | UPR                                       | 259          | 0,16         |             |             |        |        |        |
|                          |                          | POID                                      | 172          | 0,11         |             |             |        |        |        |
|                          |                          | PA                                        | 89           | 0,05         |             |             |        |        |        |
|                          |                          |                                           |              |              |             |             |        |        |        |
| Votes valides            | Votes valides            | Votes valides                             | 161 915      | 97,53        | 173 743     | 96,81       |        |        |        |
| Votes blancs             | Votes blancs             | Votes blancs                              | 1 486        | 0,90         | 3 555       | 1,98        |        |        |        |
| Votes nuls               | Votes nuls               | Votes nuls                                | 2 622        | 1,58         | 2 176       | 1,21        |        |        |        |
| Total                    | Total                    | Total                                     | 166 023      | 100          | 179 474     | 100         | 202    | 101    | 102    |
| Abstention               | Abstention               | Abstention                                | 340 708      | 67,24        | 327 938     | 64,63       |        |        |        |
| Inscrits / participation | Inscrits / participation | Inscrits / participation                  | 506 731      | 32,76        | 507 412     | 35,37       |        |        |        |

### Martigues
- Maire sortant : Gaby Charroux (PCF)
- 43 sièges à pourvoir au conseil municipal (population légale 2017 : 48 188 habitants)
- 5 sièges à pourvoir au conseil communautaire (Métropole d'Aix-Marseille-Provence)

|                          | Gaby Charroux*           | PCF                      | 8 883  | 60,93 | 36 | 5 |  |  |
|                          | Jean-Luc Di Maria        | LR                       | 3 111  | 21,34 | 5  | 0 |  |  |
|                          | Emmanuel Fouquart        | RN                       | 1 516  | 10,40 | 2  | 0 |  |  |
|                          | Jean-Luc Cosme           | DVG                      | 550    | 3,77  | 0  | 0 |  |  |
|                          | Bernard Niccolini        | ÉCO                      | 519    | 3,56  | 0  | 0 |  |  |
|                          |                          |                          |        |       |    |   |  |  |
| Votes valides            | Votes valides            | Votes valides            | 14 579 | 96,61 |    |   |  |  |
| Votes blancs             | Votes blancs             | Votes blancs             | 248    | 1,64  |    |   |  |  |
| Votes nuls               | Votes nuls               | Votes nuls               | 263    | 1,74  |    |   |  |  |
| Total                    | Total                    | Total                    | 15 090 | 100   | 43 | 5 |  |  |
| Abstention               | Abstention               | Abstention               | 20 409 | 57,49 |    |   |  |  |
| Inscrits / participation | Inscrits / participation | Inscrits / participation | 35 499 | 42,51 |    |   |  |  |

### Meyreuil
- Maire sortant : Jean-Pascal Gournes (DVD)
- 29 sièges à pourvoir au conseil municipal (population légale 2017 : 5 669 habitants)
- 1 siège à pourvoir au conseil communautaire (Métropole d'Aix-Marseille-Provence)

|                          | Jean-Pascal Gournes      | DVD                      | 1 438 | 60,88 | 24 | 1 |  |  |
|                          | Jean-Louis Geiger        | DVC                      | 924   | 39,12 | 5  | 0 |  |  |
|                          |                          |                          |       |       |    |   |  |  |
| Votes valides            | Votes valides            | Votes valides            | 2 362 | 97,12 |    |   |  |  |
| Votes blancs             | Votes blancs             | Votes blancs             | 37    | 1,52  |    |   |  |  |
| Votes nuls               | Votes nuls               | Votes nuls               | 33    | 1,36  |    |   |  |  |
| Total                    | Total                    | Total                    | 2 432 | 100   | 29 | 1 |  |  |
| Abstention               | Abstention               | Abstention               | 2 345 | 49,09 |    |   |  |  |
| Inscrits / participation | Inscrits / participation | Inscrits / participation | 4 777 | 50,91 |    |   |  |  |

### Miramas
- Maire sortant : Frédéric Vigouroux (PS)
- 35 sièges à pourvoir au conseil municipal (population légale 2017 : 26 470 habitants)
- 3 sièges à pourvoir au conseil communautaire (Métropole d'Aix-Marseille-Provence)

|                          | Frédéric Vigouroux       | PS                       | 4 850  | 66,07 | 30 | 3 |  |  |
|                          | Romain Tonussi           | RN                       | 1 411  | 19,22 | 3  | 0 |  |  |
|                          | Gérard Geron             | ÉCO                      | 832    | 11,33 | 2  | 0 |  |  |
|                          | Ryad Boukoffa            | DVC                      | 248    | 3,38  | 0  | 0 |  |  |
|                          |                          |                          |        |       |    |   |  |  |
| Votes valides            | Votes valides            | Votes valides            | 7 341  | 97,39 |    |   |  |  |
| Votes blancs             | Votes blancs             | Votes blancs             | 67     | 0,89  |    |   |  |  |
| Votes nuls               | Votes nuls               | Votes nuls               | 130    | 1,72  |    |   |  |  |
| Total                    | Total                    | Total                    | 7 538  | 100   | 35 | 3 |  |  |
| Abstention               | Abstention               | Abstention               | 8 952  | 54,29 |    |   |  |  |
| Inscrits / participation | Inscrits / participation | Inscrits / participation | 16 490 | 45,71 |    |   |  |  |

### Noves
- Maire sortant : Georges Jullien (PCF)
- 29 sièges à pourvoir au conseil municipal (population légale 2017 : 5 891 habitants)
- 4 sièges à pourvoir au conseil communautaire (CA Terre de Provence)

|                          | Georges Jullien          | DVG                      | 1 277 | 52,00 | 22 | 3 |  |  |
|                          | Christian Rey            | DVG                      | 1 179 | 48,00 | 7  | 1 |  |  |
|                          |                          |                          |       |       |    |   |  |  |
| Votes valides            | Votes valides            | Votes valides            | 2 456 | 96,16 |    |   |  |  |
| Votes blancs             | Votes blancs             | Votes blancs             | 36    | 1,41  |    |   |  |  |
| Votes nuls               | Votes nuls               | Votes nuls               | 62    | 2,43  |    |   |  |  |
| Total                    | Total                    | Total                    | 2 554 | 100   | 29 | 4 |  |  |
| Abstention               | Abstention               | Abstention               | 1 908 | 42,76 |    |   |  |  |
| Inscrits / participation | Inscrits / participation | Inscrits / participation | 4 462 | 57,24 |    |   |  |  |

### Pélissanne
- Maire sortant : Pascal Montécot (LR)
- 33 sièges à pourvoir au conseil municipal (population légale 2017 : 10 344 habitants)
- 1 siège à pourvoir au conseil communautaire (Métropole d'Aix-Marseille-Provence)

|                          | Pascal Montécot          | LR                       | 2 430 | 52,45 | 26 | 1 |  |  |
|                          | Brice Le Roux            | DVG                      | 1 551 | 33,48 | 5  | 0 |  |  |
|                          | Sylvain Beaume           | DVD                      | 652   | 14,07 | 2  | 0 |  |  |
|                          |                          |                          |       |       |    |   |  |  |
| Votes valides            | Votes valides            | Votes valides            | 4 633 | 97,56 |    |   |  |  |
| Votes blancs             | Votes blancs             | Votes blancs             | 41    | 0,86  |    |   |  |  |
| Votes nuls               | Votes nuls               | Votes nuls               | 75    | 1,58  |    |   |  |  |
| Total                    | Total                    | Total                    | 4 749 | 100   | 33 | 1 |  |  |
| Abstention               | Abstention               | Abstention               | 4 334 | 47,72 |    |   |  |  |
| Inscrits / participation | Inscrits / participation | Inscrits / participation | 9 083 | 52,28 |    |   |  |  |

### Peypin
- Maire sortant : Jean-Marie Leonardis (LR)
- 29 sièges à pourvoir au conseil municipal (population légale 2017 : 5 495 habitants)
- 1 siège à pourvoir au conseil communautaire (Métropole d'Aix-Marseille-Provence)

| Tête de liste            | Tête de liste            | Liste                    | Premier tour | Premier tour | Second tour | Second tour | Sièges | Sièges |
| Tête de liste            | Tête de liste            | Liste                    | Voix         | %            | Voix        | %           | CM     | CC     |
| ------------------------ | ------------------------ | ------------------------ | ------------ | ------------ | ----------- | ----------- | ------ | ------ |
|                          | Jean-Marie Leonardis     | LR                       | 996          | 48,54        | 1 102       | 50,80       | 23     | 1      |
|                          | Albert Sale              | DVG                      | 693          | 33,77        | 823         | 37,94       | 5      | 0      |
|                          | Michel Bruny             | SE                       | 363          | 17,69        | 244         | 11,24       | 1      | 0      |
|                          |                          |                          |              |              |             |             |        |        |
| Votes valides            | Votes valides            | Votes valides            | 2 052        | 98,61        | 2 169       | 98,41       |        |        |
| Votes blancs             | Votes blancs             | Votes blancs             | 15           | 0,72         | 20          | 0,91        |        |        |
| Votes nuls               | Votes nuls               | Votes nuls               | 14           | 0,67         | 15          | 0,68        |        |        |
| Total                    | Total                    | Total                    | 2 081        | 100          | 2 204       | 100         | 29     | 1      |
| Abstention               | Abstention               | Abstention               | 2 601        | 55,55        | 2 488       | 53,03       |        |        |
| Inscrits / participation | Inscrits / participation | Inscrits / participation | 4 682        | 44,45        | 4 692       | 46,97       |        |        |

### Peyrolles-en-Provence
- Maire sortant : Olivier Frégeac (LR)
- 29 sièges à pourvoir au conseil municipal (population légale 2017 : 5 105 habitants)
- 1 siège à pourvoir au conseil communautaire (Métropole d'Aix-Marseille-Provence)

|                          | Olivier Fregeac          | LR                       | 1 408 | 81,96 | 27 | 1 |  |  |
|                          | Nicolas Constanty        | DVC                      | 310   | 18,04 | 2  | 0 |  |  |
|                          |                          |                          |       |       |    |   |  |  |
| Votes valides            | Votes valides            | Votes valides            | 1 718 | 95,92 |    |   |  |  |
| Votes blancs             | Votes blancs             | Votes blancs             | 43    | 2,40  |    |   |  |  |
| Votes nuls               | Votes nuls               | Votes nuls               | 30    | 0,78  |    |   |  |  |
| Total                    | Total                    | Total                    | 1 791 | 100   | 29 | 1 |  |  |
| Abstention               | Abstention               | Abstention               | 2 040 | 53,25 |    |   |  |  |
| Inscrits / participation | Inscrits / participation | Inscrits / participation | 3 831 | 46,75 |    |   |  |  |

### Plan-de-Cuques
- Maire sortant : Jean-Pierre Bertrand (DVD)
- 33 sièges à pourvoir au conseil municipal (population légale 2017 : 10 934 habitants)
- 1 siège à pourvoir au conseil communautaire (Métropole d'Aix-Marseille-Provence)

| Tête de liste            | Tête de liste            | Liste                    | Premier tour | Premier tour | Second tour | Second tour | Sièges | Sièges |
| Tête de liste            | Tête de liste            | Liste                    | Voix         | %            | Voix        | %           | CM     | CC     |
| ------------------------ | ------------------------ | ------------------------ | ------------ | ------------ | ----------- | ----------- | ------ | ------ |
|                          | Laurent Simon            | LR                       | 1 813        | 43,50        | 2 742       | 52,21       | 25     | 1      |
|                          | Bruno Genzana            | DVD                      | 1 800        | 43,19        | 2 146       | 40,86       | 7      | 0      |
|                          | Stéphane Simond          | RN                       | 555          | 13,32        | 363         | 6,91        | 1      | 0      |
|                          |                          |                          |              |              |             |             |        |        |
| Votes valides            | Votes valides            | Votes valides            | 4 168        | 97,38        | 5 251       | 98,19       |        |        |
| Votes blancs             | Votes blancs             | Votes blancs             | 64           | 1,50         | 53          | 0,99        |        |        |
| Votes nuls               | Votes nuls               | Votes nuls               | 48           | 1,12         | 44          | 0,82        |        |        |
| Total                    | Total                    | Total                    | 4 280        | 100          | 5 348       | 100         | 33     | 1      |
| Abstention               | Abstention               | Abstention               | 5 462        | 56,07        | 4 379       | 45,02       |        |        |
| Inscrits / participation | Inscrits / participation | Inscrits / participation | 9 742        | 43,93        | 9 727       | 54,98       |        |        |

### Port-de-Bouc
- Maire sortant : Patricia Fernandez-Pédinielli (PCF)
- 33 sièges à pourvoir au conseil municipal (population légale 2017 : 16 516 habitants)
- 1 siège à pourvoir au conseil communautaire (Métropole d'Aix-Marseille-Provence)

|                          | Laurent Belsola          | PCF                      | 2 723  | 53,58 | 26 | 1 |  |  |
|                          | Stéphane Didero          | UDI                      | 1 011  | 19,89 | 3  | 0 |  |  |
|                          | Virginie Pepe            | DVG                      | 698    | 13,73 | 2  | 0 |  |  |
|                          | Hanna Rezaiguia          | DVG                      | 344    | 6,77  | 1  | 0 |  |  |
|                          | Claude Bernex            | DVD                      | 306    | 6,02  | 1  | 0 |  |  |
|                          |                          |                          |        |       |    |   |  |  |
| Votes valides            | Votes valides            | Votes valides            | 5 082  | 96,00 |    |   |  |  |
| Votes blancs             | Votes blancs             | Votes blancs             | 91     | 1,72  |    |   |  |  |
| Votes nuls               | Votes nuls               | Votes nuls               | 121    | 2,29  |    |   |  |  |
| Total                    | Total                    | Total                    | 5 294  | 100   | 33 | 1 |  |  |
| Abstention               | Abstention               | Abstention               | 7 075  | 57,20 |    |   |  |  |
| Inscrits / participation | Inscrits / participation | Inscrits / participation | 12 369 | 42,80 |    |   |  |  |

### Port-Saint-Louis-du-Rhône
- Maire sortant : Martial Alvarez (DVG)
- 29 sièges à pourvoir au conseil municipal (population légale 2017 : 8 449 habitants)
- 1 siège à pourvoir au conseil communautaire (Métropole d'Aix-Marseille-Provence)

|                          | Martial Alvarez          | DVG                      | 2 615 | 62,86 | 24 | 1 |  |  |
|                          | Aurore Raoux             | PCF                      | 1 545 | 37,14 | 5  | 0 |  |  |
|                          |                          |                          |       |       |    |   |  |  |
| Votes valides            | Votes valides            | Votes valides            | 4 160 | 96,86 |    |   |  |  |
| Votes blancs             | Votes blancs             | Votes blancs             | 40    | 0,93  |    |   |  |  |
| Votes nuls               | Votes nuls               | Votes nuls               | 95    | 2,21  |    |   |  |  |
| Total                    | Total                    | Total                    | 4 295 | 100   | 29 | 1 |  |  |
| Abstention               | Abstention               | Abstention               | 2 108 | 32,92 |    |   |  |  |
| Inscrits / participation | Inscrits / participation | Inscrits / participation | 6 403 | 67,08 |    |   |  |  |

### Rognac
- Maire sortant : Stéphane Le Rudulier (LR)
- 33 sièges à pourvoir au conseil municipal (population légale 2017 : 12 223 habitants)
- 1 siège à pourvoir au conseil communautaire (Métropole d'Aix-Marseille-Provence)

|                          | Stéphane Le Rudulier     | DVD                      | 4 047 | 90,50 | 32 | 1 |  |  |
|                          | Noré Boudissa            | DVC                      | 425   | 9,50  | 1  | 0 |  |  |
|                          |                          |                          |       |       |    |   |  |  |
| Votes valides            | Votes valides            | Votes valides            | 4 472 | 95,95 |    |   |  |  |
| Votes blancs             | Votes blancs             | Votes blancs             | 87    | 1,87  |    |   |  |  |
| Votes nuls               | Votes nuls               | Votes nuls               | 102   | 2,19  |    |   |  |  |
| Total                    | Total                    | Total                    | 4 661 | 100   | 33 | 1 |  |  |
| Abstention               | Abstention               | Abstention               | 5 224 | 52,85 |    |   |  |  |
| Inscrits / participation | Inscrits / participation | Inscrits / participation | 9 885 | 47,15 |    |   |  |  |

### Roquefort-la-Bédoule
- Maire sortant : Jérôme Orgeas (LR)
- 29 sièges à pourvoir au conseil municipal (population légale 2017 : 5 688 habitants)
- 1 siège à pourvoir au conseil communautaire (Métropole d'Aix-Marseille-Provence)

| Tête de liste            | Tête de liste            | Liste                    | Premier tour | Premier tour | Second tour | Second tour | Sièges | Sièges |
| Tête de liste            | Tête de liste            | Liste                    | Voix         | %            | Voix        | %           | CM     | CC     |
| ------------------------ | ------------------------ | ------------------------ | ------------ | ------------ | ----------- | ----------- | ------ | ------ |
|                          | Marc Del Grazia          | DVC                      | 903          | 38,26        | 1 328       | 50,57       | 22     | 1      |
|                          | Alain Tarrini            | EÉLV                     | 363          | 15,38        | 1 328       | 50,57       | 22     | 1      |
|                          | Jérôme Orgeas            | DVD                      | 911          | 38,60        | 1 298       | 49,42       | 7      | 0      |
|                          | Laurence Leguem          | RN                       | 183          | 7,75         |             |             | 0      | 0      |
|                          |                          |                          |              |              |             |             |        |        |
| Votes valides            | Votes valides            | Votes valides            | 2 360        | 98,99        | 2 626       | 97,48       |        |        |
| Votes blancs             | Votes blancs             | Votes blancs             | 11           | 0,46         | 42          | 1,56        |        |        |
| Votes nuls               | Votes nuls               | Votes nuls               | 13           | 0,55         | 26          | 0,97        |        |        |
| Total                    | Total                    | Total                    | 2 384        | 100          | 2 694       | 100         | 29     | 1      |
| Abstention               | Abstention               | Abstention               | 2 192        | 47,90        | 1 888       | 41,20       |        |        |
| Inscrits / participation | Inscrits / participation | Inscrits / participation | 4 576        | 52,10        | 4 582       | 58,80       |        |        |

### Roquevaire
- Maire sortant : Yves Mesnard (PCF)
- 29 sièges à pourvoir au conseil municipal (population légale 2017 : 9 003 habitants)
- 1 siège à pourvoir au conseil communautaire (Métropole d'Aix-Marseille-Provence)

|                          | Yves Mesnard             | DVG                      | 1 834 | 53,25 | 23 | 1 |  |  |
|                          | Eric Bouillé             | DVC                      | 937   | 27,21 | 4  | 0 |  |  |
|                          | Fabienne Coulomb-Averty  | LR                       | 673   | 19,54 | 2  | 0 |  |  |
|                          |                          |                          |       |       |    |   |  |  |
| Votes valides            | Votes valides            | Votes valides            | 3 444 | 98,09 |    |   |  |  |
| Votes blancs             | Votes blancs             | Votes blancs             | 38    | 1,08  |    |   |  |  |
| Votes nuls               | Votes nuls               | Votes nuls               | 29    | 0,83  |    |   |  |  |
| Total                    | Total                    | Total                    | 3 511 | 100   | 29 | 1 |  |  |
| Abstention               | Abstention               | Abstention               | 3 492 | 49,86 |    |   |  |  |
| Inscrits / participation | Inscrits / participation | Inscrits / participation | 7 003 | 50,14 |    |   |  |  |

### Saint-Cannat
- Maire sortant : Jacky Gérard (PS)
- 29 sièges à pourvoir au conseil municipal (population légale 2017 : 5 634 habitants)
- 1 siège à pourvoir au conseil communautaire (Métropole d'Aix-Marseille-Provence)

|                          | Jacky Gérard             | DVG                      | 1 638 | 69,17 | 25 | 1 |  |  |
|                          | Georges Besse            | DVD                      | 730   | 30,82 | 4  | 0 |  |  |
|                          |                          |                          |       |       |    |   |  |  |
| Votes valides            | Votes valides            | Votes valides            | 2 368 | 96,57 |    |   |  |  |
| Votes blancs             | Votes blancs             | Votes blancs             | 45    | 1,84  |    |   |  |  |
| Votes nuls               | Votes nuls               | Votes nuls               | 39    | 1,59  |    |   |  |  |
| Total                    | Total                    | Total                    | 2 452 | 100   | 29 | 1 |  |  |
| Abstention               | Abstention               | Abstention               | 2 475 | 50,23 |    |   |  |  |
| Inscrits / participation | Inscrits / participation | Inscrits / participation | 4 927 | 49,77 |    |   |  |  |

### Saint-Chamas
- Maire sortant : Dider Khelfa (DVD)
- 29 sièges à pourvoir au conseil municipal (population légale 2017 : 8 574 habitants)
- 1 siège à pourvoir au conseil communautaire (Métropole d'Aix-Marseille-Provence)

|                          | Didier Khelfa            | DVD                      | 2 557 | 88,47 | 28 | 1 |  |  |
|                          | Jean-Luc Platon          | DVG                      | 333   | 11,52 | 1  | 0 |  |  |
|                          |                          |                          |       |       |    |   |  |  |
| Votes valides            | Votes valides            | Votes valides            | 2 890 | 97,83 |    |   |  |  |
| Votes blancs             | Votes blancs             | Votes blancs             | 22    | 0,74  |    |   |  |  |
| Votes nuls               | Votes nuls               | Votes nuls               | 42    | 1,42  |    |   |  |  |
| Total                    | Total                    | Total                    | 2 954 | 100   | 29 | 1 |  |  |
| Abstention               | Abstention               | Abstention               | 3 352 | 53,16 |    |   |  |  |
| Inscrits / participation | Inscrits / participation | Inscrits / participation | 6 306 | 46,84 |    |   |  |  |

### Saint-Martin-de-Crau
- Maire sortant : Dominique Teixier (DVG)
- 33 sièges à pourvoir au conseil municipal (population légale 2017 : 13 389 habitants)
- 9 sièges à pourvoir au conseil communautaire (CA Arles-Crau-Camargue-Montagnette)

|                          | Dominique Teixier        | DVG                      | 2 946  | 58,33 | 26 | 7 |  |  |
|                          | Guy Bono                 | DVG                      | 2 105  | 41,67 | 7  | 2 |  |  |
|                          |                          |                          |        |       |    |   |  |  |
| Votes valides            | Votes valides            | Votes valides            | 5 051  | 95,39 |    |   |  |  |
| Votes blancs             | Votes blancs             | Votes blancs             | 104    | 1,96  |    |   |  |  |
| Votes nuls               | Votes nuls               | Votes nuls               | 140    | 2,64  |    |   |  |  |
| Total                    | Total                    | Total                    | 5 295  | 100   | 33 | 9 |  |  |
| Abstention               | Abstention               | Abstention               | 5 005  | 48,59 |    |   |  |  |
| Inscrits / participation | Inscrits / participation | Inscrits / participation | 10 300 | 51,41 |    |   |  |  |

### Saint-Mitre-les-Remparts
- Maire sortant : Béatrice Aliphat (DVD)
- 29 sièges à pourvoir au conseil municipal (population légale 2017 : 5 837 habitants)
- 1 siège à pourvoir au conseil communautaire (Métropole d'Aix-Marseille-Provence)

| Tête de liste            | Tête de liste            | Liste                    | Premier tour | Premier tour | Second tour | Second tour | Sièges  | Sièges  |
| Tête de liste            | Tête de liste            | Liste                    | Voix         | %            | Voix        | %           | CM      | CC      |
| ------------------------ | ------------------------ | ------------------------ | ------------ | ------------ | ----------- | ----------- | ------- | ------- |
|                          | Vincent Goyet            | DVD                      | 1 050        | 42,71        | 1 457       | 54,36       | 23      | 1       |
|                          | Béatrice Aliphat,        | DVD                      | 843          | 34,29        | 1 223       | 45,63       | 6       | 0       |
|                          | Marc Garcia              | DVG                      | 350          | 14,23        | Retrait     | Retrait     | Retrait | Retrait |
|                          | Stéphane Léoni           | RN                       | 215          | 8,74         |             |             | 0       | 0       |
|                          |                          |                          |              |              |             |             |         |         |
| Votes valides            | Votes valides            | Votes valides            | 2 458        | 96,92        | 2 680       | 95,95       |         |         |
| Votes blancs             | Votes blancs             | Votes blancs             | 37           | 1,46         | 50          | 1,79        |         |         |
| Votes nuls               | Votes nuls               | Votes nuls               | 41           | 1,62         | 63          | 2,26        |         |         |
| Total                    | Total                    | Total                    | 2 536        | 100          | 2 793       | 100         | 29      | 1       |
| Abstention               | Abstention               | Abstention               | 2 170        | 46,11        | 1 911       | 40,63       |         |         |
| Inscrits / participation | Inscrits / participation | Inscrits / participation | 4 706        | 53,89        | 4 704       | 59,38       |         |         |

### Saint-Rémy-de-Provence
- Maire sortant : Hervé Chérubini (DVG)
- 29 sièges à pourvoir au conseil municipal (population légale 2017 : 9 893 habitants)
- 14 sièges à pourvoir au conseil communautaire (CC Vallée des Baux-Alpilles)

| Tête de liste            | Tête de liste            | Liste                    | Premier tour | Premier tour | Second tour | Second tour | Sièges | Sièges |
| Tête de liste            | Tête de liste            | Liste                    | Voix         | %            | Voix        | %           | CM     | CC     |
| ------------------------ | ------------------------ | ------------------------ | ------------ | ------------ | ----------- | ----------- | ------ | ------ |
|                          | Hervé Chérubini          | DVG                      | 1 979        | 45,13        | 2 332       | 50,05       | 22     | 11     |
|                          | Henri Milan              | ÉCO                      | 478          | 10,90        | 2 332       | 50,05       | 22     | 11     |
|                          | Romain Thomas            | SE                       | 1 727        | 39,38        | 2 327       | 49,95       | 7      | 3      |
|                          | Didier Maurin            | RN                       | 201          | 4,58         |             |             | 0      | 0      |
|                          |                          |                          |              |              |             |             |        |        |
| Votes valides            | Votes valides            | Votes valides            | 4 385        | 97,25        | 4 659       | 95,55       |        |        |
| Votes blancs             | Votes blancs             | Votes blancs             | 56           | 1,24         | 122         | 2,50        |        |        |
| Votes nuls               | Votes nuls               | Votes nuls               | 68           | 1,51         | 95          | 1,95        |        |        |
| Total                    | Total                    | Total                    | 4 509        | 100          | 4 876       | 100         | 29     | 14     |
| Abstention               | Abstention               | Abstention               | 4 261        | 48,59        | 3 894       | 44,40       |        |        |
| Inscrits / participation | Inscrits / participation | Inscrits / participation | 8 770        | 51,41        | 8 770       | 55,60       |        |        |

### Saint-Victoret
- Maire sortant : Claude Piccirillo (DVD)
- 29 sièges à pourvoir au conseil municipal (population légale 2017 : 6 625 habitants)
- 1 siège à pourvoir au conseil communautaire (Métropole d'Aix-Marseille-Provence)

|                          | Claude Piccirillo        | LR                       | 1 210 | 60,17 | 24 | 1 |  |  |
|                          | Pierre Gelsi             | DVD                      | 598   | 29,74 | 4  | 0 |  |  |
|                          | Patrick Lamarque         | RN                       | 203   | 10,09 | 1  | 0 |  |  |
|                          |                          |                          |       |       |    |   |  |  |
| Votes valides            | Votes valides            | Votes valides            | 2 011 | 97,43 |    |   |  |  |
| Votes blancs             | Votes blancs             | Votes blancs             | 31    | 1,50  |    |   |  |  |
| Votes nuls               | Votes nuls               | Votes nuls               | 22    | 1,07  |    |   |  |  |
| Total                    | Total                    | Total                    | 2 064 | 100   | 29 | 1 |  |  |
| Abstention               | Abstention               | Abstention               | 2 995 | 59,20 |    |   |  |  |
| Inscrits / participation | Inscrits / participation | Inscrits / participation | 5 059 | 40,80 |    |   |  |  |

### Salon-de-Provence
- Maire sortant : Nicolas Isnard (LR)
- 43 sièges à pourvoir au conseil municipal (population légale 2017 : 45 528 habitants)
- 5 sièges à pourvoir au conseil communautaire (Métropole d'Aix-Marseille-Provence)

|                          | Nicolas Isnard           | LR                       | 8 311  | 69,26 | 39 | 5 |  |  |
|                          | Claude Cortesi           | DVC                      | 1 154  | 9,61  | 2  | 0 |  |  |
|                          | Hélène Haensler          | EELV                     | 789    | 6,57  | 1  | 0 |  |  |
|                          | Daniel Captier           | RN                       | 641    | 5,34  | 1  | 0 |  |  |
|                          | Philippe Montagnon       | DVC                      | 404    | 3,36  | 0  | 0 |  |  |
|                          | Eric Deligny             | DVG                      | 351    | 2,93  | 0  | 0 |  |  |
|                          | Olivier Lopez            | PCF                      | 348    | 2,90  | 0  | 0 |  |  |
|                          |                          |                          |        |       |    |   |  |  |
| Votes valides            | Votes valides            | Votes valides            | 11 998 | 96,21 |    |   |  |  |
| Votes blancs             | Votes blancs             | Votes blancs             | 90     | 0,72  |    |   |  |  |
| Votes nuls               | Votes nuls               | Votes nuls               | 382    | 3,06  |    |   |  |  |
| Total                    | Total                    | Total                    | 12 470 | 100   | 43 | 5 |  |  |
| Abstention               | Abstention               | Abstention               | 19 347 | 60,81 |    |   |  |  |
| Inscrits / participation | Inscrits / participation | Inscrits / participation | 31 817 | 39,19 |    |   |  |  |

### Sausset-les-Pins
- Maire sortant : Bruno Chaix (DVD)
- 29 sièges à pourvoir au conseil municipal (population légale 2017 : 7 568 habitants)
- 1 siège à pourvoir au conseil communautaire (Métropole d'Aix-Marseille-Provence)

| Tête de liste            | Tête de liste            | Liste                    | Premier tour | Premier tour | Second tour | Second tour | Sièges | Sièges |
| Tête de liste            | Tête de liste            | Liste                    | Voix         | %            | Voix        | %           | CM     | CC     |
| ------------------------ | ------------------------ | ------------------------ | ------------ | ------------ | ----------- | ----------- | ------ | ------ |
|                          | Bruno Chaix              | LR                       | 880          | 28,03        | 1 389       | 40,47       | 6      | 0      |
|                          | Maxime Marchand          | ÉCO                      | 680          | 21,66        | 2 043       | 59,52       | 23     | 1      |
|                          | Judith Agopian           | DVC                      | 736          | 23,45        | 2 043       | 59,52       | 23     | 1      |
|                          | Robert Habrant           | DVD                      | 336          | 10,70        | 2 043       | 59,52       | 23     | 1      |
|                          | Catherine Suire          | DVD                      | 308          | 9,81         |             |             | 0      | 0      |
|                          | Alexis Rochet            | LREM                     | 199          | 6,34         | 0           | 0           |        |        |
|                          |                          |                          |              |              |             |             |        |        |
| Votes valides            | Votes valides            | Votes valides            | 3 139        | 98,12        | 3 432       | 96,81       |        |        |
| Votes blancs             | Votes blancs             | Votes blancs             | 31           | 0,97         | 69          | 1,95        |        |        |
| Votes nuls               | Votes nuls               | Votes nuls               | 29           | 0,91         | 44          | 1,24        |        |        |
| Total                    | Total                    | Total                    | 3 199        | 100          | 3 545       | 100         | 29     | 1      |
| Abstention               | Abstention               | Abstention               | 3 932        | 55,14        | 3 574       | 50,20       |        |        |
| Inscrits / participation | Inscrits / participation | Inscrits / participation | 7 131        | 44,86        | 7 119       | 49,80       |        |        |

### Sénas
- Maire sortant : Philippe Ginoux (LR)
- 29 sièges à pourvoir au conseil municipal (population légale 2017 : 6 965 habitants)
- 1 siège à pourvoir au conseil communautaire (Métropole d'Aix-Marseille-Provence)

|                          | Philippe Ginoux          | DVD                      | 1 797 | 66,80 | 25 | 1 |  |  |
|                          | Eric Govin               | DVC                      | 590   | 21,93 | 3  | 0 |  |  |
|                          | Romain Baubry            | RN                       | 303   | 11,26 | 1  | 0 |  |  |
|                          |                          |                          |       |       |    |   |  |  |
| Votes valides            | Votes valides            | Votes valides            | 2 690 | 97,36 |    |   |  |  |
| Votes blancs             | Votes blancs             | Votes blancs             | 45    | 1,63  |    |   |  |  |
| Votes nuls               | Votes nuls               | Votes nuls               | 28    | 1,01  |    |   |  |  |
| Total                    | Total                    | Total                    | 2 763 | 100   | 29 | 1 |  |  |
| Abstention               | Abstention               | Abstention               | 2 504 | 47,54 |    |   |  |  |
| Inscrits / participation | Inscrits / participation | Inscrits / participation | 5 267 | 52,46 |    |   |  |  |

### Septèmes-les-Vallons
- Maire sortant : André Molino (PCF)
- 33 sièges à pourvoir au conseil municipal (population légale 2017 : 11 019 habitants)
- 1 siège à pourvoir au conseil communautaire (Métropole d'Aix-Marseille-Provence)

|                          | André Molino             | PCF                      | 2 484 | 80,54 | 30 | 1 |  |  |
|                          | Angélique Orengo         | RN                       | 600   | 19,45 | 3  | 0 |  |  |
|                          |                          |                          |       |       |    |   |  |  |
| Votes valides            | Votes valides            | Votes valides            | 3 084 | 97,07 |    |   |  |  |
| Votes blancs             | Votes blancs             | Votes blancs             | 35    | 1,10  |    |   |  |  |
| Votes nuls               | Votes nuls               | Votes nuls               | 58    | 1,83  |    |   |  |  |
| Total                    | Total                    | Total                    | 3 177 | 100   | 33 | 1 |  |  |
| Abstention               | Abstention               | Abstention               | 5 155 | 61,87 |    |   |  |  |
| Inscrits / participation | Inscrits / participation | Inscrits / participation | 8 332 | 38,13 |    |   |  |  |

### Simiane-Collongue
- Maire sortant : Philippe Ardhuin (LR)
- 29 sièges à pourvoir au conseil municipal (population légale 2017 : 5 596 habitants)
- 1 siège à pourvoir au conseil communautaire (Métropole d'Aix-Marseille-Provence)

|                          | Philippe Ardhuin         | LR                       | 1 209 | 51,60 | 22 | 1 |  |  |
|                          | Isabelle Mazeaud Culioli | DVC                      | 820   | 34,99 | 5  | 0 |  |  |
|                          | Michel Boisramé          | DVC                      | 314   | 13,40 | 2  | 0 |  |  |
|                          |                          |                          |       |       |    |   |  |  |
| Votes valides            | Votes valides            | Votes valides            | 2 343 | 97,71 |    |   |  |  |
| Votes blancs             | Votes blancs             | Votes blancs             | 36    | 1,50  |    |   |  |  |
| Votes nuls               | Votes nuls               | Votes nuls               | 19    | 0,79  |    |   |  |  |
| Total                    | Total                    | Total                    | 2 398 | 100   | 29 | 1 |  |  |
| Abstention               | Abstention               | Abstention               | 2 478 | 50,82 |    |   |  |  |
| Inscrits / participation | Inscrits / participation | Inscrits / participation | 4 876 | 49,18 |    |   |  |  |

### Tarascon
- Maire sortant : Lucien Limousin (LR)
- 33 sièges à pourvoir au conseil municipal (population légale 2017 : 14 813 habitants)
- 10 sièges à pourvoir au conseil communautaire (CA Arles-Crau-Camargue-Montagnette)

| Tête de liste            | Tête de liste            | Liste                    | Premier tour | Premier tour | Second tour | Second tour | Sièges | Sièges |
| Tête de liste            | Tête de liste            | Liste                    | Voix         | %            | Voix        | %           | CM     | CC     |
| ------------------------ | ------------------------ | ------------------------ | ------------ | ------------ | ----------- | ----------- | ------ | ------ |
|                          | Lucien Limousin          | DVD                      | 1 781        | 44,67        | 1 967       | 48,11       | 25     | 7      |
|                          | Valérie Laupies          | LS - CNIP                | 1 426        | 35,76        | 1 607       | 39,31       | 6      | 3      |
|                          | Jean-Guillaume Remise    | RN                       | 780          | 19,56        | 514         | 12,57       | 2      | 0      |
|                          |                          |                          |              |              |             |             |        |        |
| Votes valides            | Votes valides            | Votes valides            | 3 987        | 95,52        | 4 088       | 96,85       |        |        |
| Votes blancs             | Votes blancs             | Votes blancs             | 86           | 2,06         | 59          | 1,40        |        |        |
| Votes nuls               | Votes nuls               | Votes nuls               | 101          | 2,42         | 74          | 1,75        |        |        |
| Total                    | Total                    | Total                    | 4 174        | 100          | 4 221       | 100         | 33     | 10     |
| Abstention               | Abstention               | Abstention               | 4 600        | 52,43        | 4 571       | 51,99       |        |        |
| Inscrits / participation | Inscrits / participation | Inscrits / participation | 8 774        | 47,57        | 8 792       | 48,01       |        |        |

### Trets
- Maire sortant : Jean-Claude Feraud (LR)
- 33 sièges à pourvoir au conseil municipal (population légale 2017 : 10 613 habitants)
- 1 siège à pourvoir au conseil communautaire (Métropole d'Aix-Marseille-Provence)

| Tête de liste            | Tête de liste            | Liste                    | Premier tour | Premier tour | Second tour | Second tour | Sièges | Sièges |
| Tête de liste            | Tête de liste            | Liste                    | Voix         | %            | Voix        | %           | CM     | CC     |
| ------------------------ | ------------------------ | ------------------------ | ------------ | ------------ | ----------- | ----------- | ------ | ------ |
|                          | Pascal Chauvin           | DVD                      | 1 660        | 40,46        | 2 121       | 47,11       | 25     | 1      |
|                          | Stéphanie Fayolle-Sanna  | ÉCO                      | 1 238        | 30,18        | 1 117       | 24,81       | 4      | 0      |
|                          | Jean-Claude Feraud       | DVD                      | 1 204        | 29,35        | 1 264       | 28,07       | 4      | 0      |
|                          |                          |                          |              |              |             |             |        |        |
| Votes valides            | Votes valides            | Votes valides            | 4 102        | 97,18        | 4 502       | 98,06       |        |        |
| Votes blancs             | Votes blancs             | Votes blancs             | 45           | 1,07         | 38          | 0,83        |        |        |
| Votes nuls               | Votes nuls               | Votes nuls               | 74           | 1,75         | 51          | 1,11        |        |        |
| Total                    | Total                    | Total                    | 4 221        | 100          | 4 591       | 100         | 33     | 1      |
| Abstention               | Abstention               | Abstention               | 4 367        | 50,85        | 4 002       | 46,57       |        |        |
| Inscrits / participation | Inscrits / participation | Inscrits / participation | 8 588        | 49,15        | 8 593       | 53,43       |        |        |

### Velaux
- Maire sortant : Jean-Pierre Maggi (PRG)
- 29 sièges à pourvoir au conseil municipal (population légale 2017 : 8 689 habitants)
- 1 siège à pourvoir au conseil communautaire (Métropole d'Aix-Marseille-Provence)

| Tête de liste            | Tête de liste            | Liste                    | Premier tour | Premier tour | Second tour | Second tour | Sièges | Sièges |
| Tête de liste            | Tête de liste            | Liste                    | Voix         | %            | Voix        | %           | CM     | CC     |
| ------------------------ | ------------------------ | ------------------------ | ------------ | ------------ | ----------- | ----------- | ------ | ------ |
|                          | Yannick Guérin           | DVG                      | 1 252        | 37,80        | 1 444       | 41,84       | 21     | 1      |
|                          | Claire Adoult            | DVD                      | 836          | 25,24        | 1 029       | 29,81       | 4      | 0      |
|                          | Laurence Monet           | DVG                      | 757          | 22,86        | 978         | 28,33       | 4      | 0      |
|                          | Didier Debarge           | DVG                      | 467          | 14,10        | 978         | 28,33       | 4      | 0      |
|                          |                          |                          |              |              |             |             |        |        |
| Votes valides            | Votes valides            | Votes valides            | 3 312        | 97,73        | 3 451       | 98,01       |        |        |
| Votes blancs             | Votes blancs             | Votes blancs             | 38           | 1,12         | 37          | 1,05        |        |        |
| Votes nuls               | Votes nuls               | Votes nuls               | 39           | 1,15         | 33          | 0,94        |        |        |
| Total                    | Total                    | Total                    | 3 389        | 100          | 3 521       | 100         | 29     | 1      |
| Abstention               | Abstention               | Abstention               | 3 830        | 53,05        | 3 720       | 51,37       |        |        |
| Inscrits / participation | Inscrits / participation | Inscrits / participation | 7 219        | 46,95        | 7 241       | 48,63       |        |        |

### Venelles
- Maire sortant : Arnaud Mercier (LR)
- 29 sièges à pourvoir au conseil municipal (population légale 2017 : 8 383 habitants)
- 1 siège à pourvoir au conseil communautaire (Métropole d'Aix-Marseille-Provence)

|                          | Arnaud Mercier           | LR                       | 1 995 | 76,41 | 26 | 1 |  |  |
|                          | Annie Mouthier           | DVG                      | 616   | 23,59 | 3  | 0 |  |  |
|                          |                          |                          |       |       |    |   |  |  |
| Votes valides            | Votes valides            | Votes valides            | 2 611 | 95,92 |    |   |  |  |
| Votes blancs             | Votes blancs             | Votes blancs             | 79    | 2,90  |    |   |  |  |
| Votes nuls               | Votes nuls               | Votes nuls               | 32    | 1,18  |    |   |  |  |
| Total                    | Total                    | Total                    | 2 722 | 100   | 29 | 1 |  |  |
| Abstention               | Abstention               | Abstention               | 4 443 | 62,01 |    |   |  |  |
| Inscrits / participation | Inscrits / participation | Inscrits / participation | 7 165 | 37,99 |    |   |  |  |

### Ventabren
- Maire sortant : Claude Filippi (LR)
- 29 sièges à pourvoir au conseil municipal (population légale 2017 : 5 459 habitants)
- 1 siège à pourvoir au conseil communautaire (Métropole d'Aix-Marseille-Provence)

|                          | Claude Filippi           | LR                       | 1 639 | 60,68 | 24 | 1 |  |  |
|                          | Karl Criscolo            | DVD                      | 622   | 23,02 | 3  | 0 |  |  |
|                          | Paul Jurado              | DVC                      | 225   | 8,33  | 1  | 0 |  |  |
|                          | Philippe Wauters         | DVD                      | 215   | 7,96  | 1  | 0 |  |  |
|                          |                          |                          |       |       |    |   |  |  |
| Votes valides            | Votes valides            | Votes valides            | 2 701 | 98,22 |    |   |  |  |
| Votes blancs             | Votes blancs             | Votes blancs             | 36    | 1,31  |    |   |  |  |
| Votes nuls               | Votes nuls               | Votes nuls               | 13    | 0,47  |    |   |  |  |
| Total                    | Total                    | Total                    | 2 750 | 100   | 29 | 1 |  |  |
| Abstention               | Abstention               | Abstention               | 2 158 | 43,97 |    |   |  |  |
| Inscrits / participation | Inscrits / participation | Inscrits / participation | 4 908 | 56,03 |    |   |  |  |

### Vitrolles
- Maire sortant : Loïc Gachon (PS)
- 39 sièges à pourvoir au conseil municipal (population légale 2017 : 33 310 habitants)
- 4 sièges à pourvoir au conseil communautaire (Métropole d'Aix-Marseille-Provence)

|                          |                          |                          |              |              |        |        |  |  |  |
| Tête de liste            | Tête de liste            | Liste                    | Premier tour | Premier tour | Sièges | Sièges |  |  |  |
| Tête de liste            | Tête de liste            | Liste                    | Voix         | %            | CM     | CC     |  |  |  |
|                          | Loïc Gachon              | PS                       | 4 591        | 50,72        | 30     | 4      |  |  |  |
|                          | Alain Arezki             | EÉLV                     | 1 730        | 19,24        | 4      | 0      |  |  |  |
|                          | Philippe Sanchez         | RN                       | 1 681        | 18,69        | 4      | 0      |  |  |  |
|                          | Christian Borelli        | LR                       | 882          | 7,58         | 1      | 0      |  |  |  |
|                          | Bruno Morosini           | DVG                      | 339          | 3,77         | 0      | 0      |  |  |  |
|                          |                          |                          |              |              |        |        |  |  |  |
| Votes valides            | Votes valides            | Votes valides            | 8 993        | 97,27        |        |        |  |  |  |
| Votes blancs             | Votes blancs             | Votes blancs             | 109          | 1,18         |        |        |  |  |  |
| Votes nuls               | Votes nuls               | Votes nuls               | 143          | 1,55         |        |        |  |  |  |
| Total                    | Total                    | Total                    | 9 245        | 100          | 39     | 4      |  |  |  |
| Abstention               | Abstention               | Abstention               | 14 737       | 61,45        |        |        |  |  |  |
| Inscrits / participation | Inscrits / participation | Inscrits / participation | 23 982       | 38,55        |        |        |  |  |  |